# Chuetas

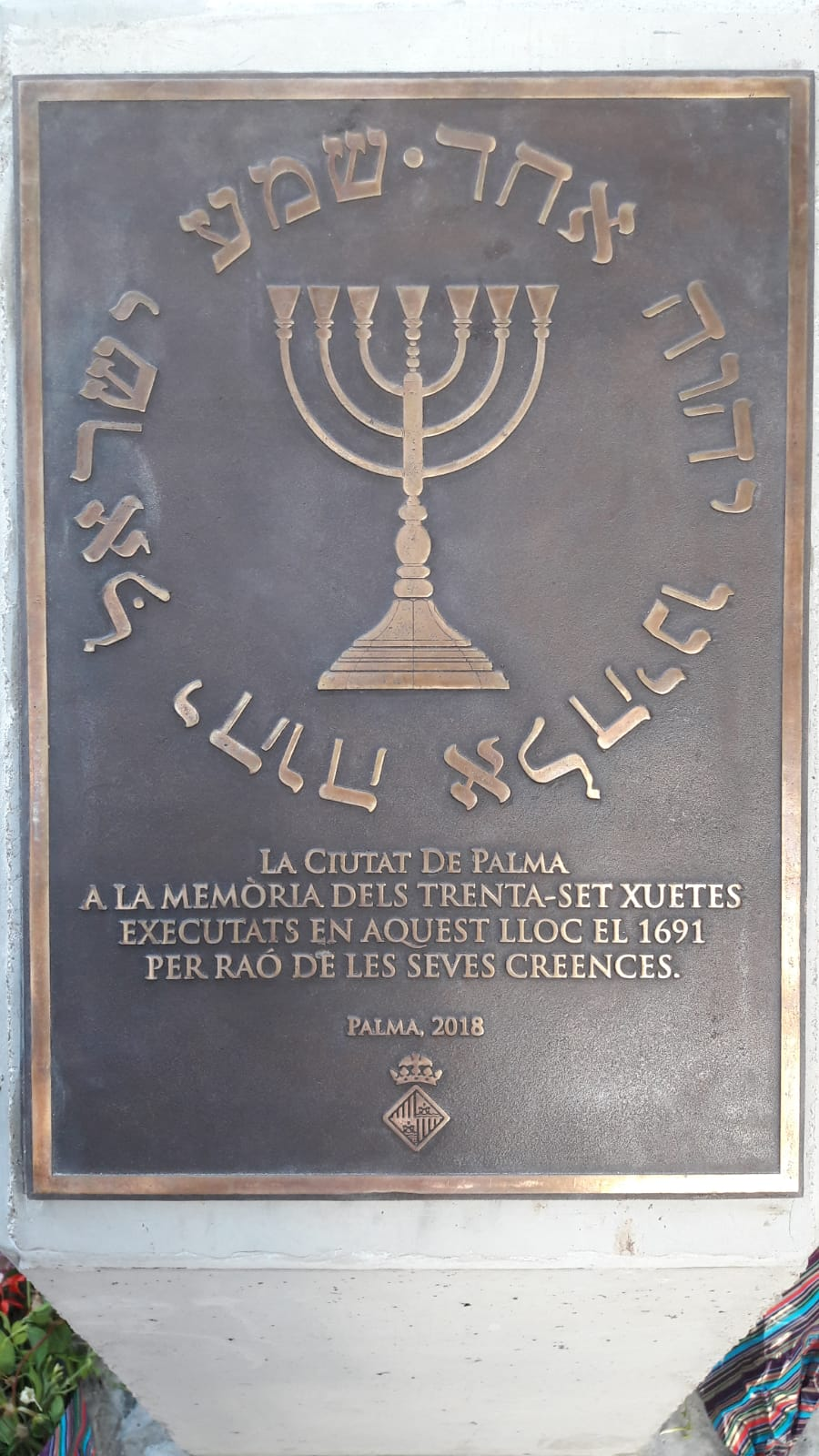
Mémorial à la plaça Gomila de Palma pour les 37 Chuetas exécutés par l'Inquisition en 1691

Les Chuetas (en catalan xuetes ou xuetons « petits juifs », terme méprisant) sont un groupe social de l'île de Majorque aux Baléares et de la région de Valence en Espagne, descendants des Juifs majorquins et valenciens convertis au christianisme. Ils en ont conservé tout au long de leur histoire une conscience collective, avec leurs noms de famille d'origine converse. Certains, accusés de crypto-judaïsme, furent poursuivis par l'Inquisition à la fin du XVIIe siècle.
Stigmatisés et victimes de ségrégation jusqu'à la première moitié du XXe siècle, bien que devenus catholiques, ils ont pratiqué une stricte endogamie. De nos jours, entre 18 000 et 20 000 habitants de l'île sont porteurs de l'un de leurs noms de famille.

## Linguistique

### Étymologie
Le mot de catalan des Baléares xueta est une injure ; il est documenté pour la première fois autour des procès inquisitoriaux initiés en 1688, comme expression utilisée par les accusés de judaïsme eux-mêmes. 
Son étymologie a fait l’objet de débats. Selon une théorie ancienne et très diffusée, il s’agirait d’un dérivé du mot xulla (prononcé xuia ou xua) qui est un type de lard salé et, par extension, désigne le « porc » (documenté comme une insulte en 1595) et, selon la croyance populaire, fait référence aux Xuetes/Chuetas qui se montraient mangeant du porc pour prouver qu'ils ne pratiquaient pas le judaïsme,. Cette étymologie a également été liée à la tendance, présente dans diverses cultures, à utiliser des noms offensants liés au porc pour désigner les Juifs convertis - comme les Marranes en castillan.
Selon une autre théorie, il dérive de juetó (documenté en 1580), diminutif de jueu (« juif ») puis jueueta (« petite juive »), au pluriel jueuetes orthographié xuetes (prononcé : [ˈt͡ʃwetəs]). Le principal argument en faveur de cette proposition est que son utilisation initiale était auto-définie et que cela exclurait au départ les connotations dénigrantes. 
Selon Joan Coromines, les deux propositions sont en réalité correctes et non excluantes : le mot xuia a pu provoquer la substitution du j de juetó (« juif ») par le x de xuetó, et xueta aurait pu être imposé sur xuetó par la plus grande ressemblance phonétique avec xuia (« lard »).

### Autres noms

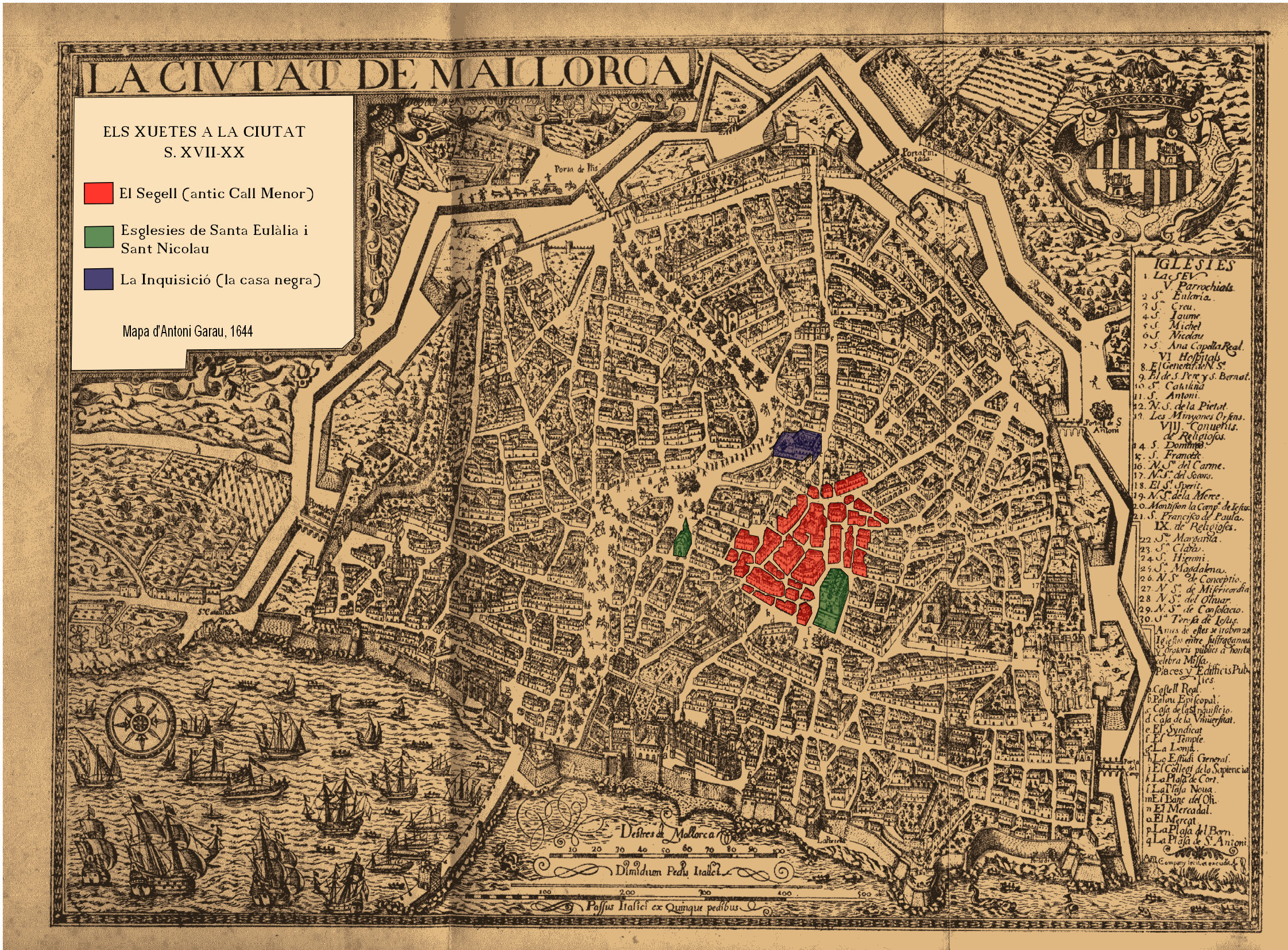
Plan de Majorque de 1646 : en ' le quartier des Chuetas (rue Del Segell), en ' l'église Ste-Eulalie, en noir le bâtiment de l'Inquisition.

Les Chuetas ont également été appelés del Segell (« du Timbre/du Sceau ») (documenté en 1617) ou del Carrer del Segell (« de la rue du Sceau »). À Palma, le call (juiverie) s'étendait autour du carrer del segell (« rue du Sceau »), aujourd'hui connue sous le nom de « Jaume II », dans le centre historique de la ville. Del Segell provient soit de la réduction du nom de la rue, soit de l'association fautive entre call/calle/carrer, qui est probablement l’œuvre des fonctionnaires de l'Inquisition espagnole d'origine castillane. La rue à Palma est depuis connue sous le nom « rue de l'Argenterie » (Calle de la Plateria/carrer de l'Argenteria »), également surnommée  « rue des Juifs ». Elle traverse le barri xueta, faubourg « juif » autour de l'église Sainte-Eulalie et Saint-Nicolas (appelée aussi « église des Chuetas »). Ce quartier correspond au call établi au Moyen Âge, où vivait la majorité des Chuetas.
Dans certains documents officiels plus anciens, les expressions hebreo (« Hébreu ») ou de gènere hebreorum (« du genre hébreu ») ou d'estirp hebrea (« de lignée hébraïque ») ou directement Jueus (« Juifs ») ou avec le castillanisme judío  [ ʒodío ], ou macabeos (« Maccabées ») sont utilisées pour désigner les Chuetas. Le roi Carlos III (1716-1788) dit qu'« il est interdit d'insulter et de maltraiter lesdits individus, ou de les appeler avec des voix haineuses et désobligeantes, et encore moins, Juifs ou Hébreux et Chuetas ».
Ils peuvent également porter des noms en relation avec leurs professions habituelles : argenters (orfèvres) et marxandos (commerçants et colporteurs).
Les Chuetas, conscients de la signification offensante originelle du terme xuete, ont préféré s'identifier comme del Segell (« du Sceau »), del carrer (« de la Rue ») (documenté en 1658) ou, le plus souvent, par noltros ou es nostros (« nous » ou « les nôtres »), par opposition à ets altres (« les autres ») ou es de fora del carrer (« ceux de l'extérieur de la rue »).

## Patronymes et lignages
Les lignées familiales chuetas considérées dont les ancêtres juifs ont connu l'opprobre inquisitoriale et que la population stigmatise à travers les générations sont les suivantes : Aguiló, Bonnín, Cortés, Fortesa, Fuster, Martí, Miró, Picó, Pinya, Pomar, Segura, Tarongí, Valentí, Valleriola, Alcácer, Sorli et Valls,.
En tout état de cause, ils procèdent d'une conversion beaucoup plus large d'une communauté, depuis les récits de conversions entre les XIVe et XVe siècles, ainsi que ceux de l'Inquisition, de la fin du XVe siècle et du début du XVIe siècle, documentés par plus de 330 noms de famille parmi les convertis et les condamnés judaïsants à Majorque. En outre, il semblerait que certains Majorquins portent des noms d'origine clairement juive mais n'appartiennent pas aux descendants des Hébreux, ni aux Chuetas, notamment des familles Abraham, Amar, Bofill, Bonet, Daviu, Duran, Homar, Jordà, Maimó, Salom, Vidal et autres.
La conversion n'est pas une condition suffisante pour être considérés comme Chuetas car il est nécessaire que cette origine ait été inscrite dans la mémoire collective des Majorquins en identifiant les familles et les lignages ainsi désignés. Par conséquent, bien que les Chuetas soient des descendants de convertis, une partie seulement des descendants de conversos sont des Chuetas, en ce sens où les descendants secrets de conversos de Majorque (à transmission exclusivement familiale) sont fiers de leur origine et hostiles envers les Chuetas.

### Génétique
Plusieurs études génétiques, dont celles du Département de génétique humaine de l'Université des Îles Baléares, montrent des différences significatives entre les Chuetas et le reste de Majorquins ainsi qu'avec d'autres populations juives. Les marqueurs étudiés indiquent que les Chuetas constituent un bloc génétiquement homogène au sein des populations juives orientales et qu'ils sont également liés aux Juifs ashkénazes et nord-africains, à la fois dans l'analyse du chromosome Y de descendance patrilinéaire et aussi dans l’ADN mitochondrial de descendance matrilinéaire.
D'après une étude de Adams et al., réalisée en 2008 sur un échantillon de 1 140 individus de sexe masculin originaires de la péninsule ibérique et des îles Baléares, ces populations ont une proportion moyennement élevée d'ascendance provenant d'ancêtres maghrébins (10,6 %) et juifs séfarades (19,8 %).
Les Chuetas peuvent également présenter certaines pathologies d'origine génétique telles que la fièvre méditerranéenne familiale partagée avec les juifs séfarades et une fréquence élevée d'hémochromatose également propre à cette communauté.

### Endogamie
Dans son étude sur les Xuetas de Majorque, Enric Porqueres i Gené remet en cause les mécanismes traditionnels qui se fondent sur la famille en tant que système de reproduction sociale et indique :

« Bien qu’on puisse penser que les Xuètes se marient entre eux parce qu’ils partagent une ascendance commune, parce qu’ils descendent tous de Juifs de Majorque, nous croyons que les termes peuvent avantageusement être inversés : ce n’est pas parce que les gens de la Rue [del Carrer] sont descendants de Juifs qu’ils se marient entre eux, ils « sont » descendants de Juifs parce qu’ils se marient entre eux [...] Nous postulons la priorité de l’alliance sur la filiation »

## Histoire

### Contexte

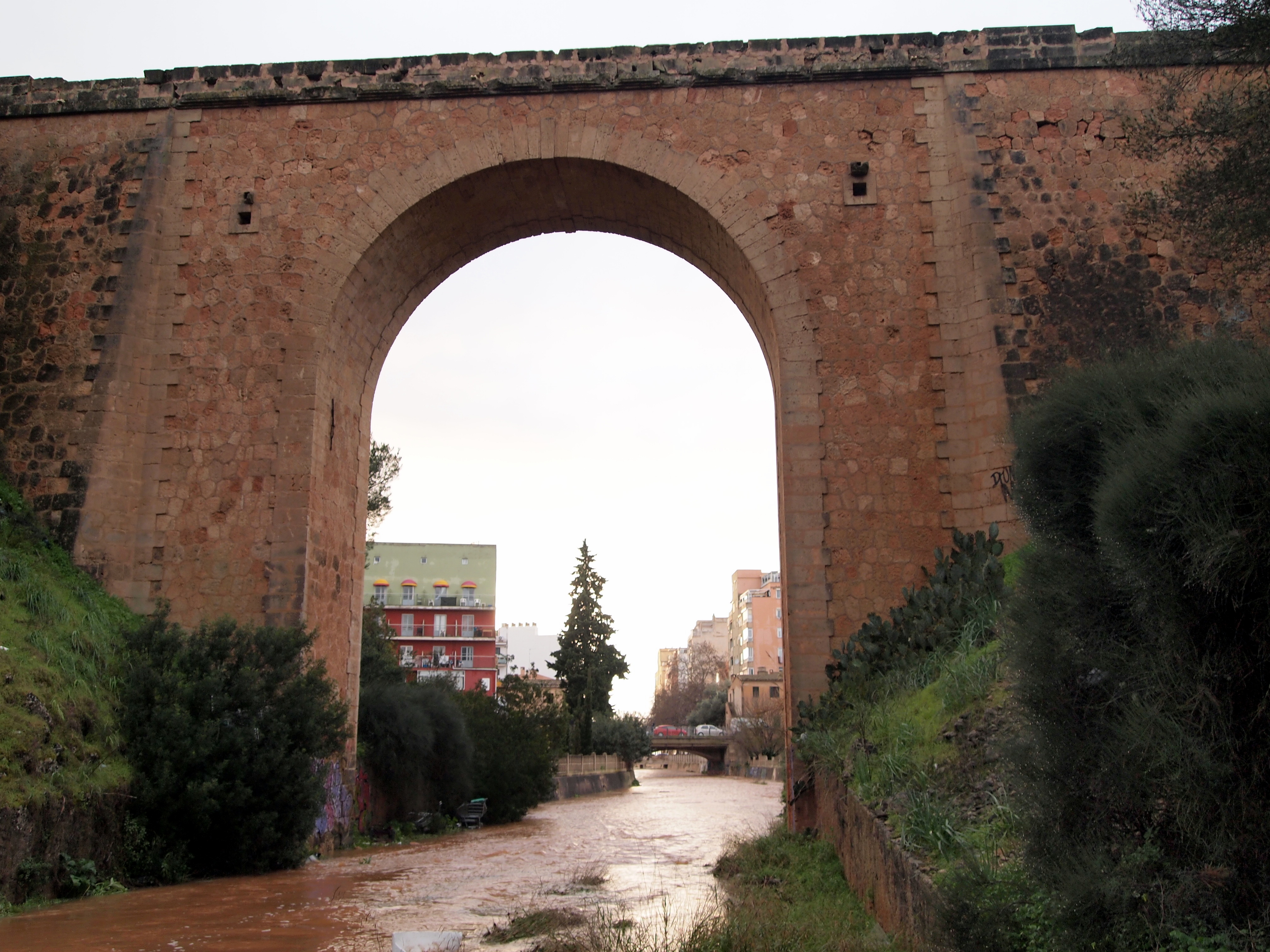
« Torrent des Juifs » (del Jueus) passant sous le viaduc du train allant de Palma à Santanyí

Au Moyen Âge, l'île de Majorque (Mayurqa en arabe) est conquise par le roi Jaime 1er dit le Conquérant en 1229 sur Abú Yahya, émir mérinide indépendant reconnaissant la suzeraineté des Almohades de Séville. À cette époque, vit déjà une importante communauté juive arabophone bien intégrée que le roi protège, confirme dans ses privilèges (communs aux soldats chrétiens dont il incite également l'installation) et leur accorde de nouveaux droits pour en faire des collaborateurs, intermédiaires entre le nouveau pouvoir et la population musulmane majoritaire dans l'île, à présent soumise. À Majorque, comme ailleurs, ce lien privilégié et remarquable provoque des tensions. Le roi accorde aux Juifs le droit de se plaindre auprès de lui des torts qu'on leur cause, ce qui l'oblige à rappeler fréquemment à ses fonctionnaires les privilèges accordés aux Juifs de l'île.
La société médiévale est organisée par la juxtaposition de communautés religieuses, souvent rivales, autonomes, inégales quant aux droits qui leur sont concédés. Elles ne se mélangent pas, tant par la volonté des souverains et de l'Église que par volonté propre des communautés, afin d'éviter tout syncrétisme et de « sauvegarder » la foi de chacun. En conséquence, les communautés sont organisées par quartiers délimités. Le quartier juif est appelé en catalan « call », de l'hébreu Qahal, « communauté ».
De 1285 à 1298, Alphonse III dit le Magnifique occupe le royaume de Majorque. En roi antisémite, il y accumule les mesures coercitives et vexatoires contre les Juifs et contre les musulmans, que Jacques Ierd'Aragon et son fils avaient fait respectivement protéger et tolérer. 
En 1299, Jaime II dit Le Juste supprime, après consultation entre son bayle Pierre de Libian et des représentants de l’aljama des juifs de Majorque, le petit Call du quartier d’Almudaina situé au pied des murs du palais, pour que les Juifs se « transfèrent eux-mêmes et leurs domiciles... dans (les) quartiers du Temple et de Calatrava », probablement par besoin de disposer d’un espace plus vaste. Quelques mois plus tard, il ferme ces deux quartiers de murs avec des portes, en tant que quartier juif et autorise la construction d’une synagogue ainsi que d’une boulangerie.
Ce cloisonnement évolue de façon négative à partir de la fin du XIIIe siècle, avec l'apparition de fortes tensions telles une accusation de « crime rituel » par le prêtre Galceron, la conversion au judaïsme de deux Allemands, la confiscation consécutive des biens des Juifs, la suppression de certains de leurs droits ou la transformation de la synagogue en église dite de Santa Fé, dans le ghetto juif, sous Sanche qui règne de 1311 à 1324, et taxe sévèrement les Juifs et les Génois de l'île, qui dominent l'économie majorquine.
La situation leur est plus favorable à partir de 1343, avec Pierre IV qui leur manifeste régulièrement sa protection, notamment lors des violences physiques et des vols qu'ils subissent de manière récurrente au moment des fêtes de Pâques,. L'éclaircie est de courte durée car en 1356, le roi réduit leurs droits et les caciques locaux leur imposent une série de contraintes (comme l'interdiction que pain, fruits et légumes leur soient vendus) avec des mesures visant à séparer les Juifs du reste de la population.

#### Langues
Cette séparation imposée se heurte aux relations commerciales qui continuent à brasser les populations et les langues, utilisant souvent pour ce faire le procédé aljamiada, comme notamment avec leurs collègues italiens, mêlant ainsi l'hébreu et l'arabe au catalan et au toscan sur les documents de négoce, au tournant des XIVe et XVe siècles. Elle résulte d’une fréquentation assidue des milieux juif et chrétien (dont « nouveau chrétien ») en montrant la proximité des affaires dans les groupes sectorisés, des relations de confiance et même d'amitié entre partenaires commerciaux. Cette situation de plurilinguisme est rendue possible car « les juifs médiévaux en général et ceux de Majorque en particulier...(reçoivent) une éducation traditionnelle, notamment au niveau élémentaire dans des écoles rattachées aux synagogues (qui elles-mêmes portaient le nom des écoles)... Elle assurait un niveau d’alphabétisation assez exceptionnel pour le Moyen Âge, dont le but et le moyen étaient principalement la lecture et l’écriture en caractères hébraïques ». En Italie lombarde et toscane, des écoles urbaines se trouvent également à côté d'institutions ecclésiastiques et les négociants toscans comme d'autres se doivent aussi d'être polyglottes car « l'échange marchand était la base de la survie des habitants ». Il est établi par les nombreux documents qui nous sont parvenus montrent que les Juifs de Majorque maîtrisaient les langues de leur environnement, en plus de leur langue maternelle et de l'hébreu, et écrivaient l'arabe dialectal majorquin et le catalan en caractères hébraïques (aljamiada) de type séfarade avec des traits dévoilant une origine maghrébine, quand bien même l'île avait été libérée de ses anciens conquérants arabes longtemps auparavant. Cette survivance de la langue arabe et du judéo-arabe dans la population juive majorquine doit certainement au fait que vers 1230, Jacques Ier avait invité les Juifs de Sijilmassa (Maroc) à s’installer à Majorque et en Catalogne, soit le long d'une route commerciale notamment pour l’or, ajoutant ainsi une population arabophone du sud maghrébin à celle de Majorque.

### Antécédents

#### Conversos

Copie de l'Altlas catalan de 1375 du cartographe Cresques Abraham dont le fils dut se convertir après les pogroms de 1391

Jusqu'à la fin du XIVe siècle, l'Église majorquine consacre d'importants efforts à la conversion au christianisme des Juifs de l'île avec des succès anecdotiques et sans conséquence pour la structure sociale. Au XIVe siècle, les Juifs de l'île sont obligés de se convertir au catholicisme.
Cette situation change à partir de 1391, avec l'assaut sanglant contre les quartiers juifs des grandes villes d'Espagne. « Dans le cas majorquin, l’origine des problèmes n’a pas de lien direct avec les juifs » qui sont pris comme bouc émissaire ; « c’est un contentieux fiscal entre urbains et ruraux qui débouche... sur le massacre de 300 juifs : les habitants des campagnes... s’en prennent aux juifs, en envahissant le Call et en provoquant de très graves dommages corporels et matériels ». Terrorisés par cet épisode, un grand nombre de Juifs survivants se convertissent au christianisme qui leur est fortement imposé. Parmi eux, Jehuda Cresques, fils du célèbre cartographe Abraham Cresques dont les cartes furent utilisées notamment par Christophe Colomb,.
« À partir de ce moment-là, s’instaure à Majorque un courant anti-juif durable ». Le canon 68 du 4e concile de Latran de 1215 est ravivé en 1393 en imposant « à tous les juifs du royaume de Majorque […] de porter une roue sur la poitrine, la moitié rouge et l’autre moitié jaune », mesure apparaissant comme une infamie discriminatoire d'autant plus vive au regard de ce qui s’est passé deux années plus tôt. À partir de 1401, « sur ordre de l’Officier du roi, de l’évêque et des jurés du royaume, les juifs doivent se mettre à genoux, durant les processions, au passage du Saint Sacrement ».
En 1413, les imprécations du dominicain Vincent Ferrer mènent à une vague plus notable de conversions du restant de la communauté juive de Mallorque en 1435. À cette date, trois Juifs accusés d’avoir singé la Passion (ou accusés de « crime rituel ») sont condamnés à mort et, pour y échapper, se convertissent au christianisme, entraînant dans cette démarche l’ensemble de la communauté juive (aljama) de l’île. L'un des accusés, Astruch Xibili, rabbin et opulent négociant majorquin, « partenaire commercial de marchands italiens et catalans,... était un moteur au sein de ce qu’il restait de la communauté juive après la conversion massive de 1391 ». En 1419, il avait racheté une ancienne synagogue confisquée qui avait changé d’usage après 1391. En 1423, on lui avait permis d’utiliser l’édifice à sa guise et le bâtiment avait pris le nom d’« escola judaica d’en Astruch Xibili » en devenant un lieu d’étude et de culte. Mais après son accusation, sa condamnation et sa conversion forcée en 1435, Astruch Xibili devenu Gil Catlar voit son école démantelée l'année suivante.
Ces événements créent des situations de risque et un danger collectif par lequel s'opèrent les conversions en masse qui donnent lieu au phénomène social des conversos.
À partir de 1435, l'objectif poursuivi par l'Église depuis des siècles est atteint dans la mesure où la minorité juive de Majorque a officiellement disparu. Comme sa conversion s'est faite sous la contrainte, une bonne partie de ces « nouveaux chrétiens » (cristiano nuevo) poursuivent discrètement leurs pratiques religieuses et communautaires traditionnelles. La Confrérie de Notre-Dame de Grâce ou de Sant Miquel dels Conversos est constituée comme un instrument qui remplace en grande partie le vieil aljama, résolvant les besoins du groupe dans différents domaines : assistance aux besoins, justice interne, liens matrimoniaux et naturellement, la « cohésion religieuse ». Ces convertis, jusqu’au dernier quart du XVe siècle, développent leurs activités en partie clandestines sans subir de pressions extérieures excessives, ni institutionnelles, ni sociales, comme en témoigne le peu d’activité de l’inquisition papale et la faible réglementation de la guilde sur la ségrégation des personnes d'origine juive. Cela leur a probablement permis de garder le gros du groupe de convertis relativement intact.

#### Inquisition (1488-1544)

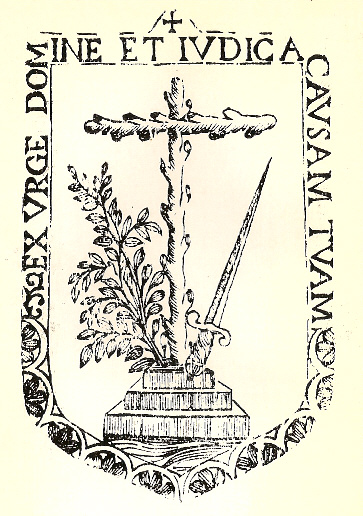
Blason de l'Inquisition à Majorque,

Les choses changent en 1478 quand est introduite dans l'île l'Inquisition espagnole qui va poursuivre les crypto-juifs, les conversos et tous ceux qui lui paraissent hérétiques.
En 1488, alors que vivaient encore les derniers conversos de 1435, arrivèrent à Majorque les premiers inquisiteurs du nouveau tribunal mis en place par les Rois Catholiques dans leurs efforts pour construire un état-nation sur la base d'une uniformisation religieuse. Comme dans le reste de la Couronne d'Aragon, son installation s'accompagnait de doléances et d'un refus général, dont il fut fait peu de cas. Son objectif était la répression du crypto-judaïsme et l'application des Édits de Grâce, procédé d'auto-inculpation pour hérésie qui permettait d'éviter les condamnations sévères.
Par les Édits de Grâce (es) (1488-1492), 559 Majorquins reconnurent des pratiques judaïques et l'Inquisition obtint les noms de la plupart des judaïsants de l'île, sur lesquels, avec leurs familles et leurs cercles proches, s'appliqua une peine très dure. Par la suite et jusqu'en 1544, 239 crypto-juifs furent condamnés à des peines de « réconciliation », 537 le furent par des peines de « relaxation » (un euphémisme pour indiquer « brûlé sur le bûcher ») parmi lesquels 82 furent effectivement jugés et brûlés ; l'essentiel du reste (455 personnes) dont les effigies furent brûlées, était soit déjà mort, soit avait réussi à fuir. Cet exil ne doit pas être confondu avec l'expulsion de 1492 qui ne fut pas appliquée à Majorque puisqu'il n'y avait officiellement plus de Juifs à partir de 1435.

#### Nouvelle clandestinité (1545-1673)
Cette période est caractérisée par la réduction du groupe après la fuite des condamnés de l'époque précédente et par l'adhésion inconditionnelle au catholicisme de la majeure partie de ceux qui restent. Simultanément, commencèrent à s'étendre les statuts de « limpieza de sangre » (pureté du sang) d'un côté, et l'organisation en corporations et ordres religieux de l'autre. Malgré tout, persista un petit groupe restant des convertis majorquins, concentrés autour de quelques rues, intégrant des corporations et des commerces spécifiques, avec une endogamie marquée et spécifique, alors qu'une partie significative de ses membres pratiquaient clandestinement le judaïsme (marranisme).
À cette époque, l'Inquisition majorquine cessa d'intervenir contre les judaïsants, bien qu'elle eût des preuves de pratiques interdites. Les causes sont à chercher dans la structure inquisitoriale à l'intérieur des terres de Majorque, l'apparition de nouveaux phénomènes comme des conversions à l'islam et au protestantisme, ou le contrôle de la moralité du clergé. Mais il est probable que ce soit également la conséquence de nouvelles stratégies de protection plus efficace de la part de crypto-juifs - les jugements inquisitoriaux postérieurs indiquent que la transmission des pratiques religieuses se faisaient dans le cercle familial, au moment de l'adolescence, et souvent dans le cas des filles, une fois que l'on connaissait la croyance religieuse de l'époux.
Dans ce contexte, en 1632, le promoteur et procureur du tribunal majorquin, Juan de Fontamar, envoya un rapport à l'Inquisition Suprème, dans lequel il chargeait les crypto-juifs majorquins de trente-trois chefs d'accusation, parmi lesquels : le refus de se marier avec des « chrétiens de nature » et leur refus social, la pratique du secret, le choix de noms de l'Ancien Testament pour les fils, l'identification de la tribu d'origine et la concertation de mariages en fonction de la tribu, l'exclusion au domicile de l'iconographie du Nouveau Testament, la présence de celle de l'Ancien, le mépris et les insultes au chrétiens, l'exercice de professions en lien avec les poids et mesures pour tromper les chrétiens, l'obtention de charges dans l'église pour se moquer des chrétiens, l'application d'un système légal propre, les quêtes pour leurs pauvres, le financement d'une synagogue à Rome où ils auraient un représentant, des réunions clandestines, la pratique de coutumes hérétiques juives, dont les sacrifices d'animaux et les jeunes[pas clair], l'observation du Sabbat, l'évitement du service religieux au moment de la mort, et enfin, la réalisation de sacrifices humains. Étonnamment, l'Inquisition n'agit pas à ce moment.

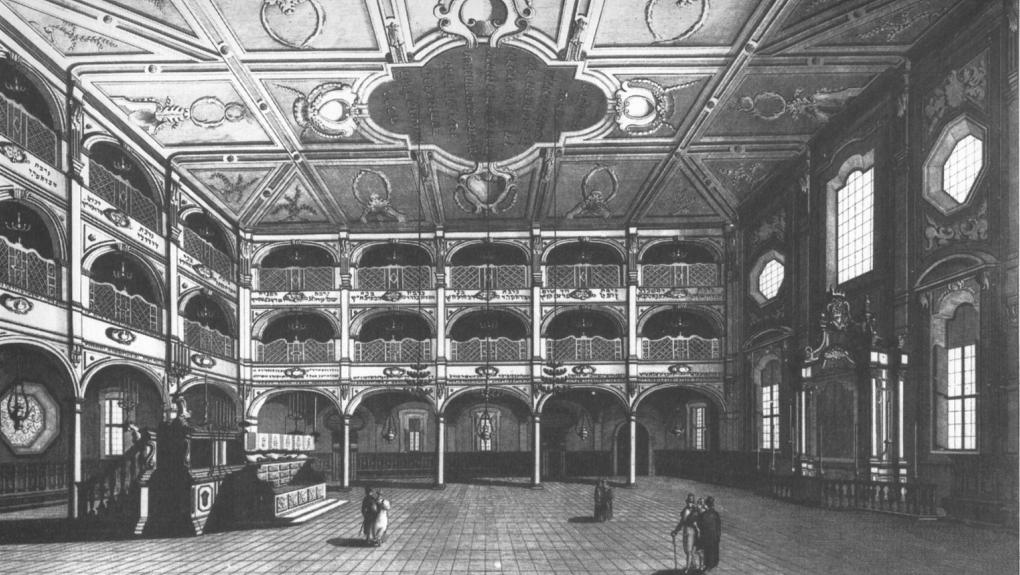
Synagogue de Livourne (édifiée au XVIIs), ville de référence pour les cryptojuifs majorquins.

Vers 1640, la situation économique et l'influence commerciale des descendants des convertis augmente fortement. Auparavant, sauf quelques exceptions, ils avaient été de petits ouvriers, boutiquiers et détaillants, mais à partir de cette époque, pour des raisons obscures, l'activité économique de certains prend une importance notable : ils créent des sociétés de commerces complexes, participent au commerce extérieur dont ils arrivent à contrôler 36 % à la veille d'un procès de l'inquisition[pas clair], dominent le marché des assurances et de la distribution de détail et de produits d'importation. D'un autre côté, les entreprises et compagnies sont généralement contrôlées uniquement par des convertis et ils utilisent une partie de leurs bénéfices pour des œuvres de charité au sein de la communauté, à la différence du reste de la population qui le fait via des dons à l’Église.
À cause de l'intense activité économique extérieure, ils sont en contact avec les communautés juives internationales, spécialement celle de Livourne, de Rome, de Marseille et d’Amsterdam, au-travers desquelles ils ont accès à la littérature juive. On sait que Raphaël Valls, chef religieux des convertis majorquins, voyagea à Alexandrie et à Izmir à l'époque du faux messie Sabbataï Tsevi, bien que l'on ignore s'ils entrèrent en contact.
C'est probablement à cette époque que se mit en place une stratigraphie sociale interne, bien que des sources affirment que ce soit un reliquat de l'époque juive, qui distingua une partie de l'aristocratie du reste du groupe, plus tard nommé « oreille haute » et « oreille basse », ainsi que d'autres distinctions basées sur la religion, la profession et la parenté qui finit en un tissu d'alliances et de méfiances entre familles, qui eut une grande influence sur les pratiques d'endogamie à cette époque

### Genèse Chueta

#### Seconde persécution (1673-1695)
Les raisons pour lesquelles l'Inquisition se ré-intéresse aux judaïsants majorquins après 130 années d'inactivité alors que son activité globale était faible ne sont pas claires. Les facteurs avancés sont les besoins financiers de la couronne, les préoccupations de secteurs économiques décadents devant le dynamisme commercial des convertis, la reprise des pratiques religieuses dans la communauté en dehors du cercle domestique, une poussée de zèle religieux et le jugement contre Alonso López (voir infra).

#### Dénonciations

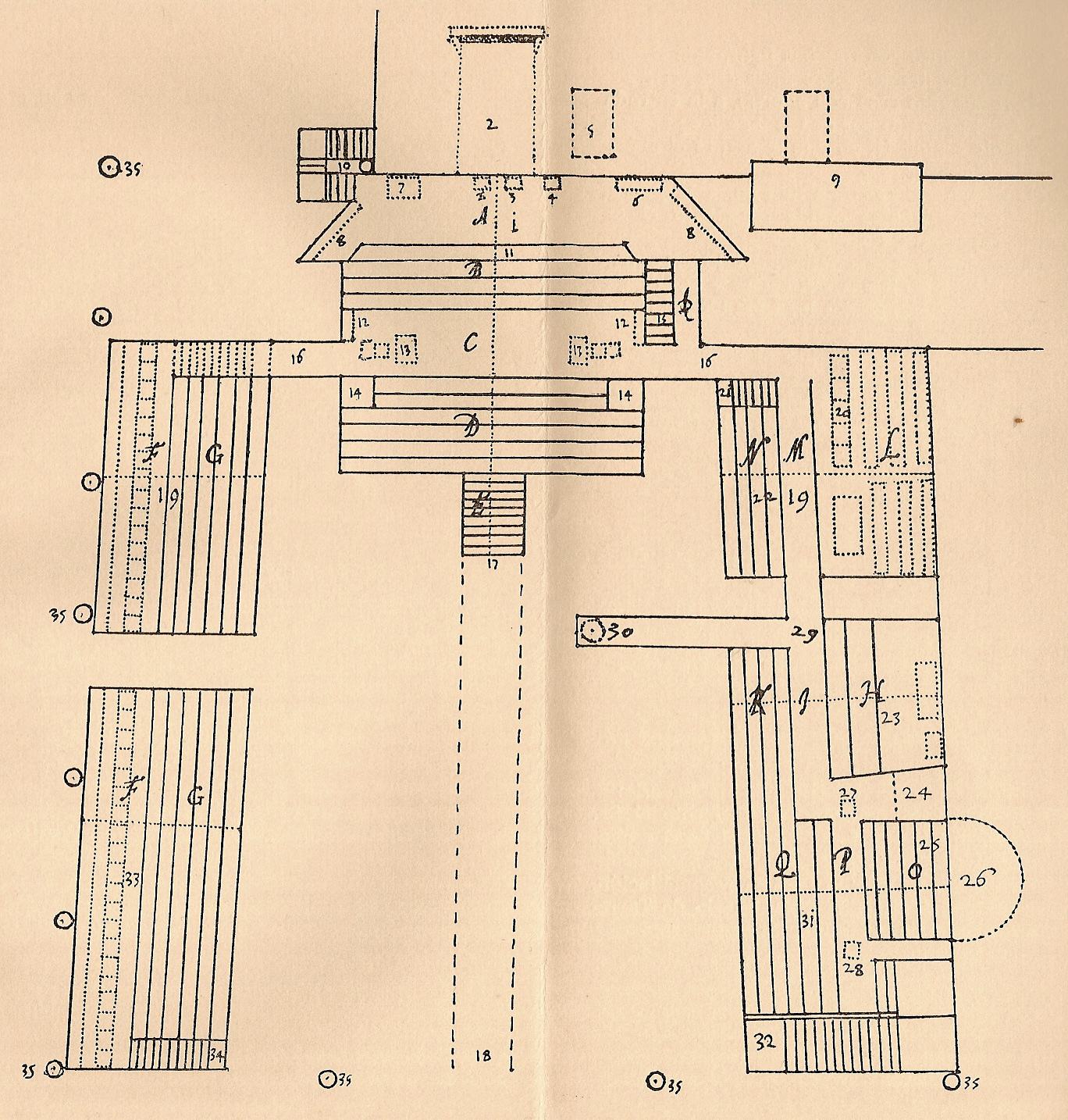
Plan du tribunal de l'acte de foi (auto da fe) de 1675 à Majorque.

Jusqu'en 1670, les références concrètes aux convertis majorquins sont très rares, mais à partir de cette date, elles devinrent fréquentes dans les registres corporatifs, fiscaux, inquisitoriaux ou les salaires. La perception générale de l'existence du groupe devint manifeste et annonçait la mobilisation inquisitoriale postérieure.
En juillet 1672, un commerçant informait l'Inquisition que des juifs de Livourne lui avaient demandé des références sur les juifs de Majorque nommés « Forteses, Aguilons, Martins, Tarongins, Cortesos, Picons… ».
En 1673, un navire avec un groupe de juifs expulsés d'Oran par la couronne d'Espagne et à destination de Livourne fit escale à Palma. L'Inquisition détint un jeune de 17 ans du nom de Isaac López natif de Madrid et baptisé sous le nom d'Alonso, qui, enfant, avait fui au Maghreb avec ses parents convertis. Alonso refusa toute repentance et fut brûlé vif en 1675. Son exécution provoqua un énorme choc parmi les judaïsants en même temps qu'une grande admiration pour sa détermination et son courage.
La même année, des employés de convertis informèrent leurs confesseurs de la pratique de cérémonies judaïques que suivaient leurs maîtres qu'ils avaient espionnés.

#### Conspiration

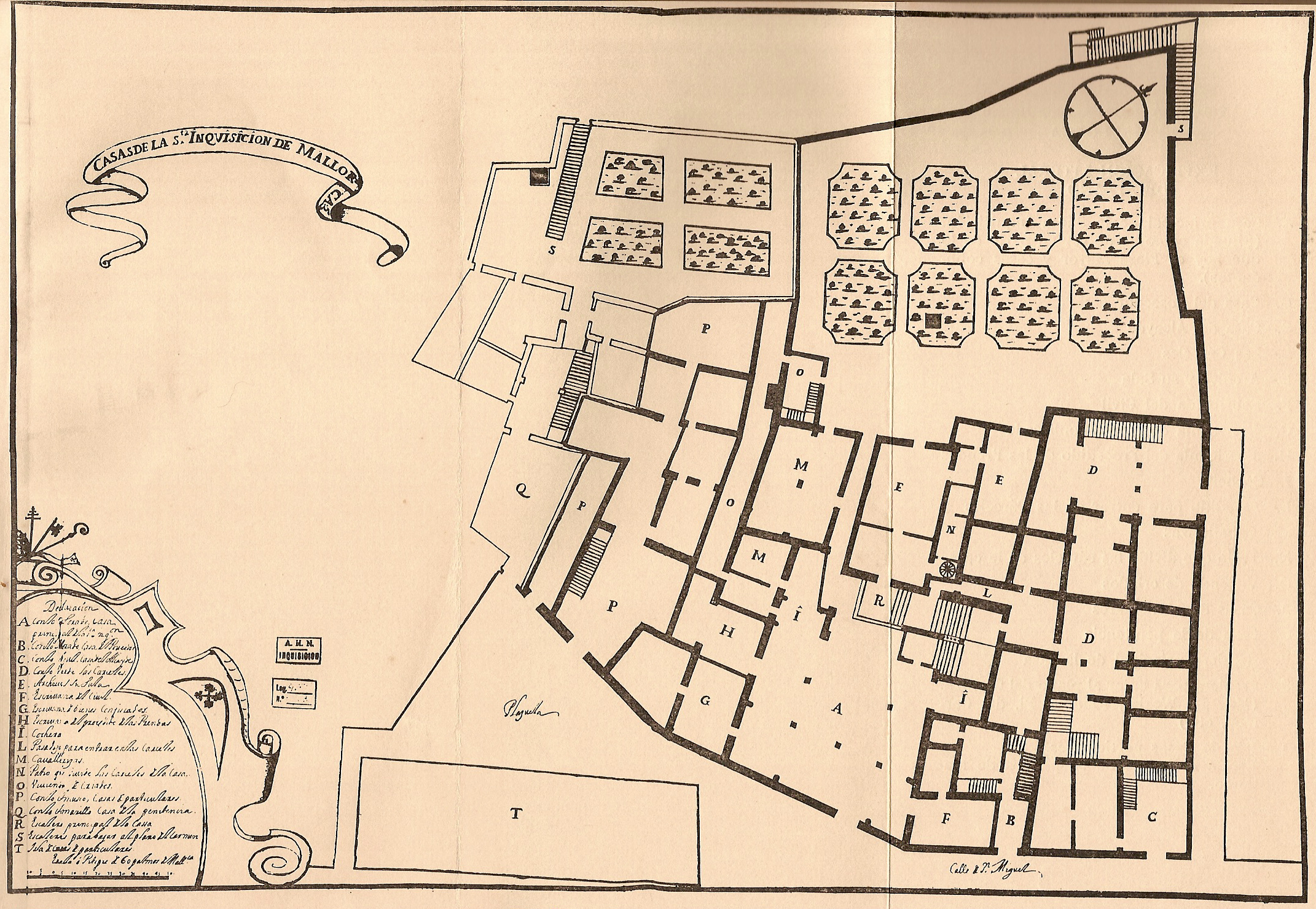
Plan su siège de l'Inquisition de Majorque, construite avec les biens confisqués aux condamnés de 1678.

En 1677, avec quatre années de retard, l'Inquisition Suprême ordonna à l'Inquisition majorquine de trancher le cas des confessions de leurs employés. À la même date, les « observateurs », comme s'appelaient les juifs en référence à l'observation des lois de Moïse, se réunirent dans un jardin de la ville où ils célébrèrent le Yom Kippour (jour du pardon). L'Inquisition procéda à la détention de certains des chef de la communauté cryptojuive de Majorque, Pere Onofre Cortès, alias Moixina, patron d'une des employées et propriétaire du potager, avec cinq autres personnes [pas clair]. À partir de ce moment, 237 personnes furent détenues pendant l'année.
Aidés de fonctionnaires corrompus, les accusés purent se mettre d'accord sur leurs confessions, donner une information limitée, et ne dénoncer un minimum de coreligionnaires. Tous les accusés sollicitèrent le retour à l'Église, et furent donc « réconciliés ». Ces procès sont connus sous le nom de « la conspiration ».
Une partie de la peine consista en la confiscation de tous les biens des condamnés, qui furent revendus 2 millions de livres majorquines, lesquelles, d'après les règles de l'Inquisition, devaient être payées sous forme de pièces de monnaie[pas clair]. C'était une quantité exorbitante (654 tonnes d'argent), et d'après les protestations du Grand conseil général de Majorque, il n'y a avait pas assez de pièces dans toute l'île. Finalement, au printemps 1679, furent célébrés 5 autodafés, le premier desquels fut précédé de la destruction du potager où se réunissaient les convertis, avec épandage de sel. 221 convertis furent ensuite condamnés devant une multitude en attente de jugement. Ensuite, les condamnés à la prison furent transférés pour exécuter leur peine dans les nouveaux bâtiments construits par l'Inquisition avec les biens confisqués.

#### Procès et bûcher
Une fois les peines de prisons accomplies une grande partie des juifs, dont les pratiques clandestines avaient été mises en évidence, inquiétés par l'Inquisition et vexés par une société qui les considérait responsables de la crise économique provoquée par les confiscations, décidèrent de fuir l'île en petits groupes échelonnés. Certains s'en sortirent.

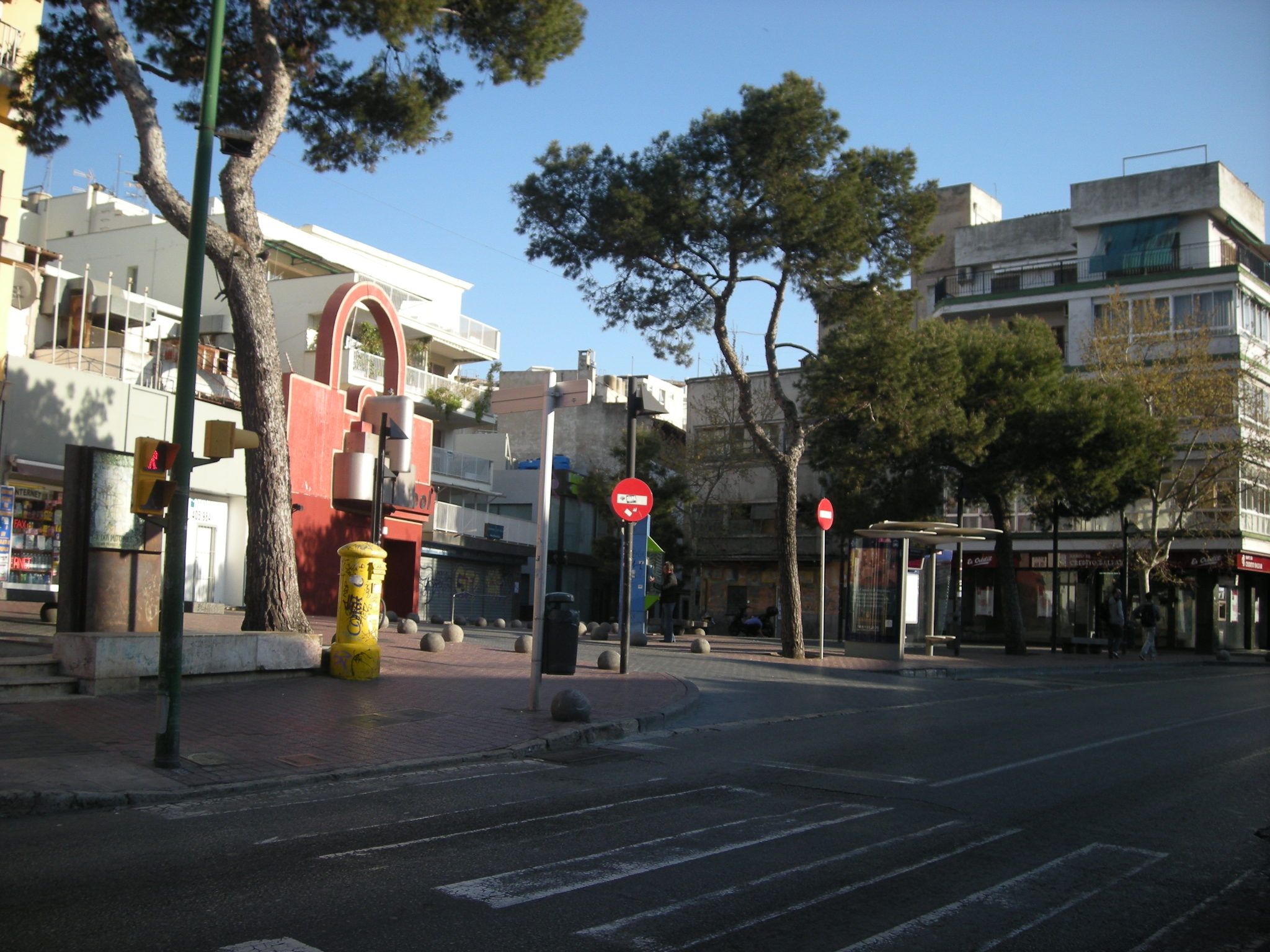
L'actuelle Plaça Gomila à Palma

Au milieu de ce procès, un fait anecdotique précipita une nouvelle vague inquisitoriale. Raphaël Cortes, dit « Tête de fou », s'était marié en secondes noces avec une femme d'une famille de convertis, Miró, mais de religion catholique[pas clair]. Sa famille ne le félicita pas pour le mariage et l'accusa de malmesclat, « mauvais mélange ». Par dépit, il dénonça certains de ses coreligionnaires devant l'Inquisition pour maintenir la foi interdite. Suspectant  une délation générale, s'organise une fuite en masse. Le 7 mars 1688, un grand groupe de convertis s'embarque clandestinement sur un navire anglais à destination d'Amsterdam, mais un aléa climatique empêche sa sortie et au matin, ils retournent chez eux. L'Inquisition avertie, ils furent tous détenus.

Les procès durèrent trois ans, avec un régime strict d'éloignement qui évitait les ententes. Avec la perception d'une faillite religieuse et l'impossibilité de s'échapper, le groupe perdit sa cohésion. En 1691, l'Inquisition, à travers trois actes de foi (auto da fe), condamna 88 personnes, desquelles 45 furent libérées, 5 virent leurs effigies brûlées, 3 leurs os et 37 effectivement condamnés. Trois de ces dernières furent brûlés vives (Rafel Valls, les frères Rafel Benet et Caterina Tarongí) en présence de 30 000 personnes, sur la Plaça Gomila,.

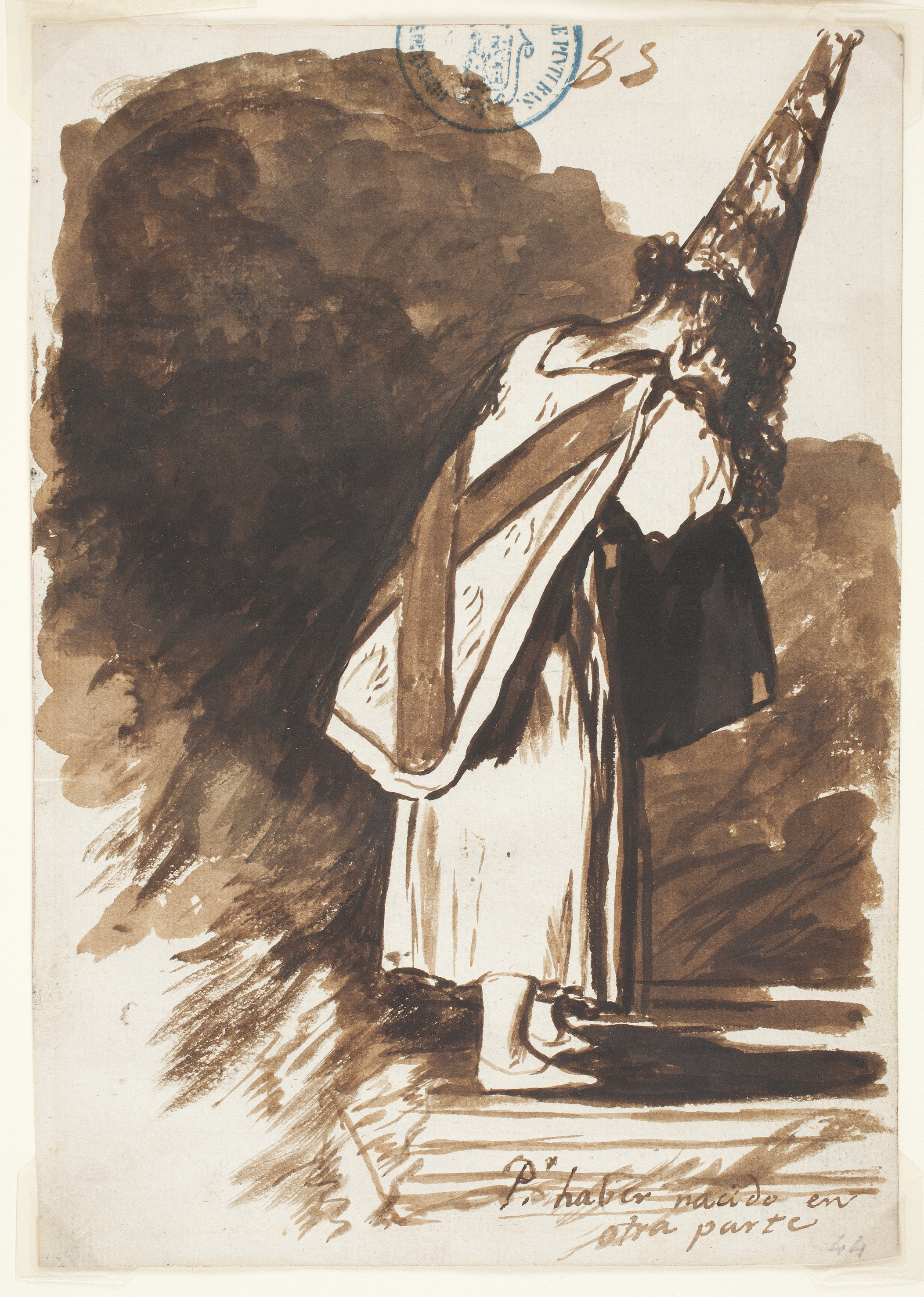
Pénitente portant un sambenito et un coroza d'infamie (Francisco de Goya).

Les condamnations dictées par l'Inquisition comportaient d'autres peines qui se prolongeaient durant au moins deux générations : les familles directes des condamnés, ainsi que leurs enfants et petits enfants, ne pouvaient pas exercer de charge publique, intégrer le clergé, se marier avec des personnes d'ascendance non juives, porter des bijoux ou monter à cheval. Ces deux dernières peines ne semblent pas avoir été appliquées mais les autres devinrent des coutumes, beaucoup plus longtemps que les deux générations prescrites.
À partir de 1691, les derniers Juifs de l'île et les Chuetas sont « convaincus » par la violence des derniers autodafés de l'Inquisition catholique, qui ont souvent conduit à la mort en cas de judaïsme reconnu, et ils cessent officiellement d'être juifs pour embrasser le catholicisme. Néanmoins, on continuera pendant des siècles sur l'île à les stigmatiser, à les appeler « les Juifs » (judíos) alors que nombreux sont ceux qui n'ont rien pu préserver de la religion de leurs ancêtres à travers les siècles, mis à part quelques traditions juives qu'ils considèrent comme familiales, telles nettoyer sa maison le vendredi puis y allumer des bougies, éviter de manger du porc le samedi, se laver les mains avant chaque repas, etc. Ils vivent en tant que chrétiens, agnostiques ou athées mais ils restent « Juifs malgré eux », des Chuetas aux yeux de leurs voisins qui les rejettent. Une des raisons en est que lors des procès et autodafés de 1691, quinze des crypto-juifs incriminés ont porté un sambenito (chasuble de pénitent) sur lequel figurait leur nom de famille et ces vêtements ont été longuement exposés en l'église Santo Domingo, comme c'était souvent le cas, pour ajouter à l'humiliation publique, mais y ont surtout été préservés jusqu'en 1813, faisant perdurer cette humiliation sur leurs descendants de génération en génération. Durant plus de deux siècles, ces patronymes sont connus de tous, stigmatisés sur plusieurs générations, tous accusant leurs descendants même convertis d'être des Juifs ou des porcs (chuetas) et continuant à leur faire subir vexations et discriminations au quotidien,.

#### Derniers jugements
Bien que le chapitre judiciaire ne soit pas clos pour certains jugement contre des personnes dénoncées par les accusés des actes de foi de 1691, la majorité est morte, et l'Inquisition ne réalise en 1695 qu'un seul acte de foi contre 11 défunts et une femme en vie qui fut réconciliée. Au XVIIIe siècle, l'Inquisition mena deux jugements individuels, en 1718 contre Rafel Pinya qui s'inculpe spontanément et fut réconcilié, en 1720 contre Gabriel Cortès, alias Morrofés, fugitif à Alexandrie et converti formellement au judaïsme, qui fut relaxé et dont l'effigie fut brûlée. Ce fut le dernier condamné à mort de l'Inquisition majorquine.
Il n'y a aucun doute que ces derniers cas sont anecdotiques : avec les procès de 1691, la perception de l'effondrement religieux et la peur généralisée rendit impossible la persévérance dans la foi ancestrale. Les objectifs inquisitoriaux furent atteints jusqu'au XXe siècle : confisquer des biens (surtout durant le procès de 1678), écarter les hérétiques, et soumettre les convertis au christianisme.
C'est à partir de cette époque que le terme de « Chueta » prend son sens moderne.

### Propagande anti-chueta

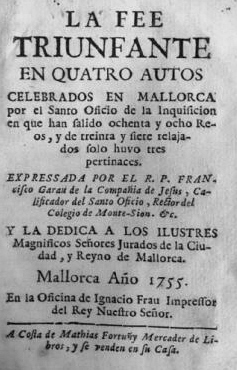
2e édition de La Foi triomphante du père F. Gàrate (1755)

#### La Foi Triomphante
L'un des inquisiteurs des autodafés de 1691, le jésuite père Francisco Garau (ca) (1640-1701), avait publié alors un livre intitulé La Fe triumfante (la Foi triomphante) où il évoquait une « grande conspiration », attribuait aux Juifs les pires travers ou décrivait avec mépris la manière dont les corps des Juifs avaient brûlé sous les flammes. 
Cet ouvrage fut un best-seller à Majorque avec plusieurs rééditions sur plusieurs générations, qui contribuèrent à ajouter et perpétuer l'anti-chuetisme, forme locale de l'antisémitisme répondant à la loi d'alors.

#### Sambenito

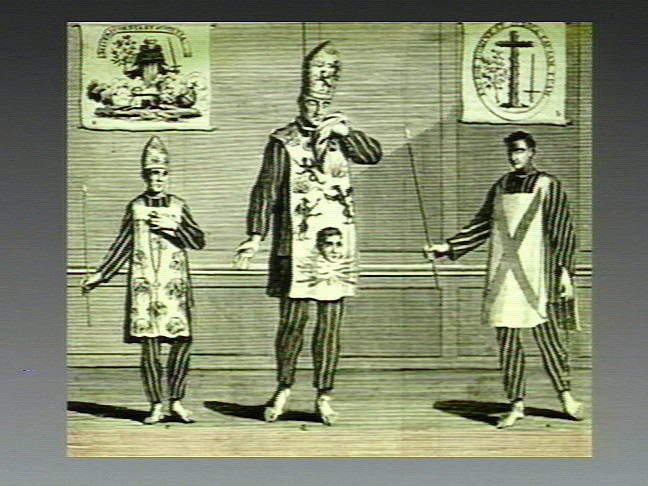
Différents sambenitos et corozas en Espagne et au Portugal, 1748.

Le sambenito était un habit de pénitent duquel étaient obligés de se vêtir les condamnés de l'Inquisition. Il était orné de décorations caractéristiques qui informaient des délits et de la peine imposée. Une fois terminés les actes de foi (auto da fe), on peignait un tableau représentant le condamné portant son chasuble où était indiqué son nom. À Majorque, ces tableaux étaient exposés au cloître Saint-Dominique où ils étaient exposés publiquement pour garder la mémoire de la sentence et en faire un exemple. 

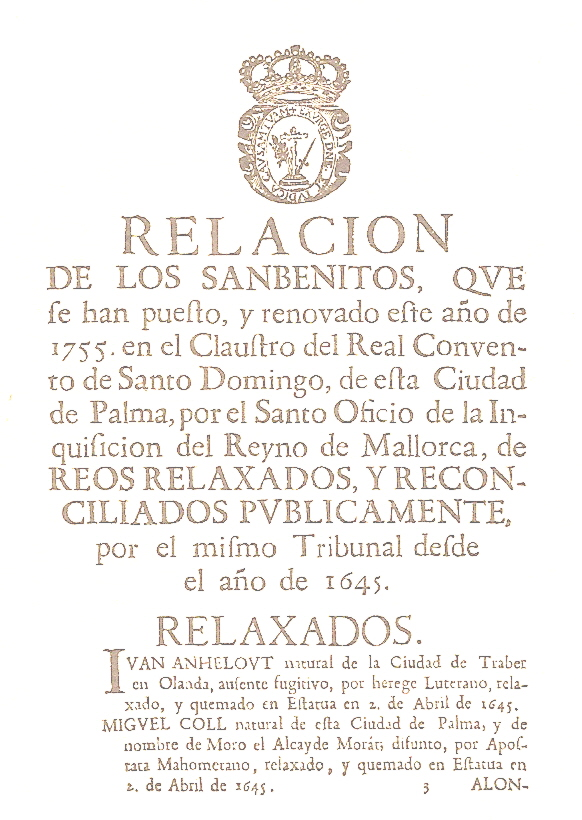
Couverture de la Relación de Sanbenitos…de Palma… 1755.

En raison de leur détérioration, l'Inquisition Suprême ordonna même plusieurs fois, à partir du XVIIe siècle, leur restauration. Le sujet devenait conflictuel à cause du grand nombre de familles présentes, certains portant des noms de nobles. Finalement, en 1755, l'ordre fut donné de ne rénover que les tableaux postérieurs à 1645, et, en conséquence, les familles impliquées étaient strictement « chuetas » puisqu'on cessait de reproduire ceux des pénitents sur une période de plus d'un millénaire, et de deux cents patronymes de condamnés pour cryptojudaïsme. Cette réduction de la représentation publique des pénitents facilita grandement l'adhésion de l'ensemble de la société majorquine à l'idéologie discriminative dans la mesure où le groupe des descendants de convertis était parfaitement - et faussement - défini et isolé.
La même année 1755, où fut rééditée La Foi triomphante, l'Inquisition publia un document insistant sur l'importance de ne pas oublier les condamnés, malgré l'opposition active des affectés. Les chasubles furent exposés jusqu'en 1820, lorsqu'un groupe de Chuetas prit le couvent d'assaut et les brûla.

### Communautéchueta
L'attitude de l'Inquisition, qui dans un premier temps voulait forcer la disparition des juifs par leur adhésion forcée au christianisme provoqua un effet paradoxal, et pratiquement sans équivalent. Cette dernière perpétua la mémoire des condamnés les plus récents en faisant porter l'infamie sur leurs patronymes qu'elle s'étendit à certaines familles de même nom, qui n'étaient pas parentes des condamnés ou même qui avaient été des chrétiens sincères. La situation généra un rapprochement entre ces différents groupes et la création d'une nouvelle communauté, qui, même en l'absence de lien avec le judaïsme, conservait une structure proche du reste des communautés juives de la diaspora : son rôle dans le système économique, la forte cohésion de groupe, l'endogamie, le modèle de coopération et d'interdépendance, la conscience d'une « judaïté », l'hostilité sociale extérieure. Ces éléments furent perçus encore comme « juifs » ou, plus précisément, « juifs catholiques » et fournirent les bases des organisations après les bouleversements inquisitoriaux
Dans le contexte majorquin des siècles XVII à XIX, la solution communautaire était cohérente avec une structure sociale beaucoup plus rigide que celle des siècles antérieurs, où nobles, marchands, artisans, ouvriers, paysans formaient des unités endogames imperméables qui ont persisté jusqu'à une période relativement récente en tirant avec eux leurs stigmates sociales
Mais la communauté qui émerge des procès inquisitoriaux, au-delà du changement d'orientation religieuse, modifie substantiellement la structuration antérieure. Après avoir récupéré leurs rôles économiques antérieurs, ils commencent une lutte intense et constante pour récupérer l'égalité en droits qui délimite l'histoire des Chuetas. Dans ce contexte, surgissent au long de l'histoire, des personnages singuliers qui prirent part à la lutte en faveur de l'égalité des droits : es Sastre xueta Rafel Cortès Fuster, le commerçant Bartomeu Valentí Forteza, alias Moixina, le presbytre Josep Tarongí Cortès ou les intellectuels Miquel Forteza i Pinya et Gabriel Cortès Cortès. En revanche, la société, et spécialement les institutions civiles et religieuses, s'arment d'un corpus doctrinal de résistance à l'égalité, à partir de l'ouvrage la Foi Triomphante, qui se développe au XVIIIe siècle et perdure jusqu'au XXe.
Les descendants catholiques des Chuetas issus des différentes vagues de conversion n'ont pas le droit d'étudier dans les mêmes écoles ou mêmes séminaires que leurs voisins ; à l'église comme au cimetière, ils sont placés séparément des autres ; les catholiques religieux dits Chuetas sont aussi interdits de prédication dans certaines églises, d'autres sont inéligibles, etc. « Chuetas » étant constamment une insulte, on les injurie ou on lance des pierres sur leur passage ; beaucoup se terrent souvent chez eux,.

#### Guerre de Succession (1706-1715)
Comme dans le reste de la société insulaire, parmi les Chuetas, se trouvaient des pro-Autriche et des pro-Bourbons. Pour nombre d'entre eux, la dynastie française était vue comme un gage de modernisation en matière religieuse et sociale puisqu'en France la répression et la discrimination qu'ils avaient souffertes durant la dynastie autrichienne eut été impossible et plus spécifiquement à Majorque  sous le dernier Charles II de Castille.
C'est pourquoi un petit groupe de Chuetas, commandé par Paspar Pinya, importateur et négociant de bois et fournisseur de la noblesse Bourbonne, appuya de manière très active Philippe V d'Espagne. En 1711, une conspiration financée par son groupe fut découverte. Il fut condamné à la prison et ses biens furent saisis. À la fin du conflit, les anciens conspirateurs furent récompensés avec la possibilité de porter l'épée, la possibilité d'avoir des postes publics non rémunérés contrairement au reste de la communauté.

#### Conflits religieux
Jusqu'aux procès inquisitoriaux, l'existence de responsables religieux catholiques originaires de la rue del Segell avait été habituelle ; nombre étaient apparentés à des judaïsants mais à partir des actes de Foi, il fut plus compliqué pour eux d'accéder à des responsabilités qui requéraient une autorisation épiscopale. L'issue la plus simple était d'entrer dans les ordres hors de l'île, qui ne requéraient pas d'approbation quelconque bien qu'ils ne leur permettent pas de résider dans l'île ou bien d'accéder aux ordres mineurs dans l'attente d'un évêque tolérant qui veuille bien autoriser leur accès aux ordres majeurs. Les deux stratégies provoquèrent de graves conflits.
Des expulsions sur ordre du Roi ont été mises en évidence contre des frères Chuetas ordonnés en France, à Genève, et retournés dans l'île en 1739 et 1748. Quant au sacerdoce, le Chapitre de la Cathédrale fit pression sur les évêques pour empêcher l’ordination et les licences pour les autoriser dans d'autres évêchés. Il se produisit même le cas d'un bénéficiaire qui attendit 30 ans pour obtenir le grade de prévôt.

#### Conflits corporatifs
Dès le XVIe siècle, les statuts de « limpieza de sangre » (pureté du sang) avaient été implantés dans les différentes corporations, bien que leur application eut été laxiste jusqu'aux procès inquisitoriaux, après quoi, ils furent généralisés. En 1689, les veloutiers[Quoi ?] se séparèrent en deux : ceux « del carrer » et les autres, empêchent l'accès aux convertis. Les teinturiers (1691), les boulangers (1695), les chirurgiens et les barbiers (1699), les tailleurs (1701), les cordonniers (1702), les charpentiers (1705), les écrivains et procureurs (1705), les peintres et sculpteurs (1706) ; encore en 1757, les cordeliers[Quoi ?] se séparent en deux. De plus, les convertis sont exclus de nombreuses corporations : blanchisseurs (1431), forgerons (1543), apothicaires, sucriers, épiciers (1553) etc.
En conséquence, les Chuetas furent limités à leurs corporations traditionnelles : veloutiers[Quoi ?], merciers, orfèvres, marchands pour lesquels il n'y avaient pas de normes d'exclusions mais ainsi, ils terminèrent en quasi-monopole. Différents conflits éclatèrent avec des professionnels qui exerçaient ces professions auparavant. Un cas célèbre est celui de la lignée de tailleurs Cortès qui plaidèrent durant 30 ans et trois générations pour exercer leur profession. Le voyage à Madrid de Rafel Cortès es Sastre xueta (le tailleur Chueta), pour aller s'y défendre, marqua le dénouement de ces conflits qui culminèrent avec la gestion pragmatique (expulsion des Jésuites) de Charles III, en 1767.

#### Réédition deLa Foi Triomphante(1755)
Le tailleur Rafel Cortès Fuster (déjà cité), Tomàs Forteza et Jeroni Cortès alias Geperut, formèrent un groupe pour éviter une réédition de l'ouvrage conspirationniste La Foi Triomphante en 1755, par une demande à l'Audience de Majorque, qui réussit à en paralyser la distribution. Finalement, l'intervention de l'Inquisiteur permit de reprendre les ventes, à charge de l'Inquisition.

#### Députés «del Carrer»(1773-1788)

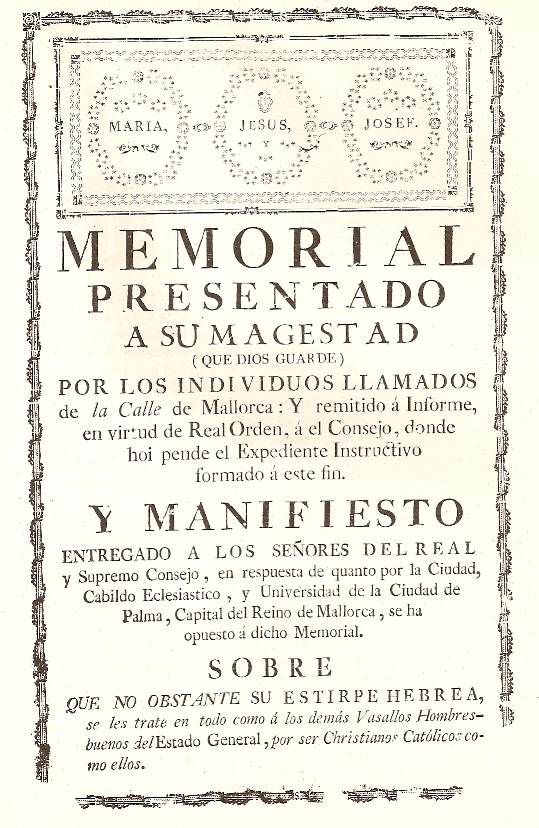
Allégation en défense des droits des Chuetas à la cour de Charles III.

En 1773, un groupe de six députés fut nommé pour réclamer l'égalité sociale et juridique des Chuetes avec le reste des Majorquins. Depuis la Cour, des consultations furent menées avec les institutions majorquines, qui s'opposèrent frontalement aux prétentions des descendants des convertis. Cela aboutit à un coûteux procès, où chacune des parties fit valoir ses arguments de façon passionnée. La documentation du procès montre une profondeur idéologique insoupçonnée tant pour maintenir la discrimination d'un côté, que pour obtenir l'égalité de l'autre.
En octobre 1782, le procureur de l'Audience Royale de Majorque, bien qu'il fût informé que les délibérations avaient été favorables aux Chuetas de Majorque, rédigea un mémoire accompagné d'une argumentation radicalement raciste, où il proposait la suspension de l'accord et l'exil des Chueta à Minorque et de l'île de Cabrera, où ils seraient confinés avec de fortes restrictions de leur liberté.

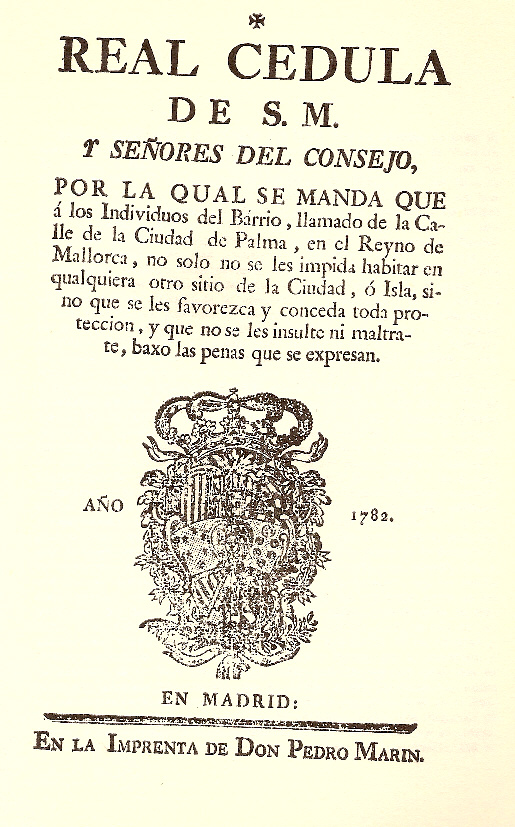
La Première des trois décret dictés par Charles III (1782).

Finalement, le Roi pris timidement parti pour les Chuetas et le 29 novembre 1782, il signal le Décret royal par lequel les Chuetas étaient libres de leurs mouvements et de leur résidence, l'élimination de tous les éléments architecturaux distinctifs  du quartier « du Sceau », l'interdiction des insultes, des sévices physiques et l'utilisation d'expressions dénigrantes. De façon plus réservée, le Roi se montra également favorable à la pleine liberté professionnelle, à la liberté dans la Marine et dans l'Armée, mais ordonna que ces dispositions fussent appliquées une fois le calme revenu.
Moins d'un an après, les députés redemandèrent l'accès à toutes les professions, informant le souverain que les insultes et les discriminations n'avaient pas cessé et où ils protestaient contre l'exhibition des chasubles de pénitents (sambenito) dans le cloître Saint Domingue. Le Roi désigna une commission pour examiner le problème, qui proposa de retirer les chasubles, l'interdiction de La Foi Triomphante, la dispersion des Chuetas dans l'ensemble de la ville - par la force si nécessaire - l'élimination de tous les mécanismes d'entraide de la communauté, un accès sans restriction à tous les grades ecclésiastiques, universitaires et militaires, l'abolition des corporations, la suppression des statuts de « limpieza de Sangre », ou les limiter à 100 ans dans les cas où leur suppression n'est pas possible. Ces deux dernières propositions étaient suggérées pour tout le royaume.
Une nouvelle période de consultation s'ouvrit, avec un nouveau jugement qui déboucha en octobre 1785 sur un second Décret royal. Celui-ci ne reprit pas les propositions de la commission, et se limita à déclarer les Chuetas aptes pour l'armée et la fonction publique. Finalement, en 1788, une dernière disposition royale établit la pleine égalité pour n'importe quel métier, mais sans référence aux grades universitaires et ecclésiastiques. Cette même année, la Cour et l'Inquisition devaient se charger du retrait des chasubles d'opprobre du cloître, mais ce fut sans effet.
L'effet le plus tangible des Décrets royaux fut la lente désarticulation « del Carrer ». De petits groupes se consolidèrent dans la plupart des villages, et timidement certains s'installèrent dans d'autres rues et paroisses. Les attitudes de discrimination sociale furent maintenues, ainsi que la pratique de l'endogamie matrimoniale, les métiers traditionnels, mais surtout la ségrégation fut  ouverte, déclarée et visible quant aux honneurs, à l'éducation et à la religion, sujets absents des lois carolines

### XIXesiècle

#### Fin de l'ancien régime (1808-1868)
Majorque ne fut pas occupée lors de l'invasion napoléonienne, et à la différence de Cadix, de prédominance libérale, s'y établirent principalement les réfugiés de l'idéologie la plus intransigeante et favorable à l'ancien régime. C'est dans ce contexte qu'en 1808, un groupe de 300 soldats mobilisés pour aller au front accusèrent les Chuetas d'en être responsables et prirent le quartier d'assaut

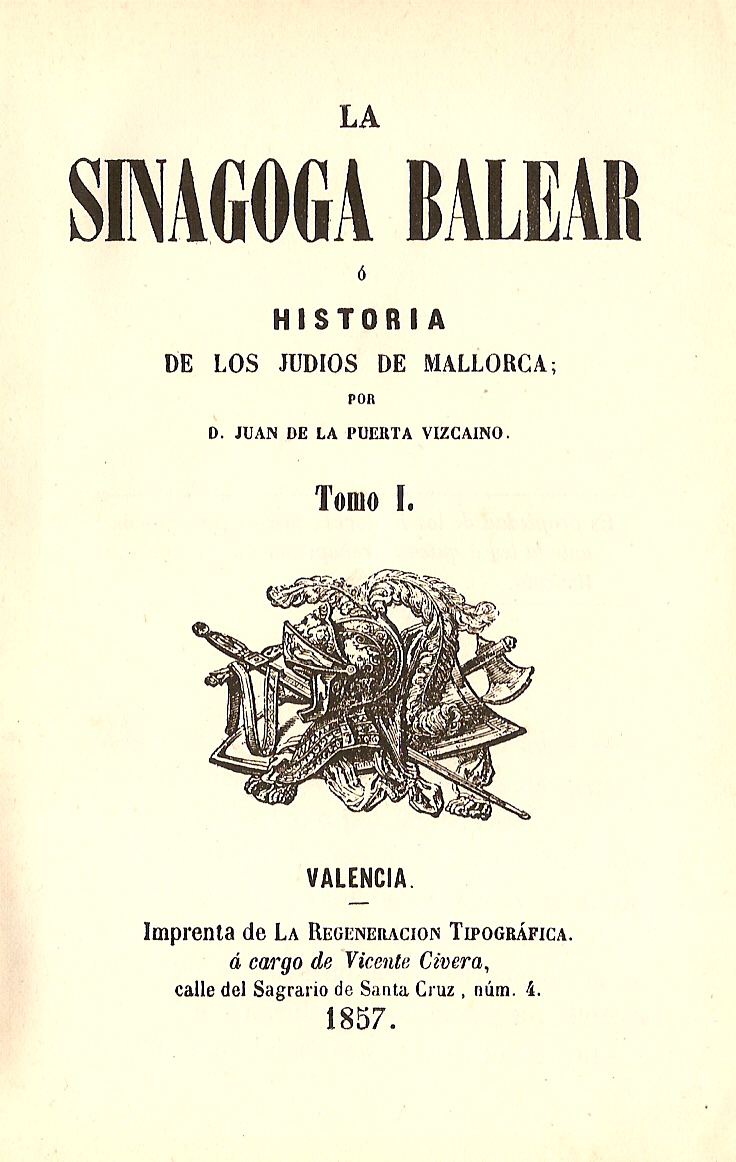
La Synagogue des Baléares ou lHistoire des Juifs de Majorque, 1857.

En 1812, la Constitution de Cadix, mise en œuvre jusqu'à fin 1814, supprimait l'Inquisition et établissait la pleine  - et désirée - égalité civile, qui eut pour conséquence l'adhésion des Chuetas à la cause libérale. En 1820, avec une Constitution nouvelle, un groupe de Chuetas prend d'assaut le siège de l'Inquisition, le Couvent de Saint Domingue et brûle les archives. À peine cette nouvelle Constitution abolie à son tour, en 1823, eut lieu un nouvel assaut (pogrom) du Carrer del Segell dont les commerces furent saccagés. Ces épisodes furent fréquents à l'époque, à Palma comme dans les environs, puisque de tels événements sont recensés à Felanitx, Llucmajor, Pollença, Sóller, Campos. Dans le domaine religieux, un épisode eut lieu en 1810 où le prévôt Josep Aguiló, alias capellà Mosca, après de nombreuses tentatives infructueuses, obtint un pupitre où prêcher à l'église Saint Philippe Neri. L'épisode se termine quelques jours après avec l'assaut de l'église et sa « purification » par le feu
Coïncidant avec les périodes progressistes, les Chuetas créent des sociétés récréatives et d'assistance mutuelle, entrent dans les institutions par le biais de partis libéraux. Le premier fut Onofre Cortès en 1836 qui fut désigné régisseur de la mairie de Palma. Pour la première fois depuis le XVIe siècle, un « Chueta »  occupait une charge institutionnelle d'un tel niveau. À partir de cette date, la présence des Chuetas devint habituelle dans le consistoire et à la députation provinciale
Entre 1850 et 1854, se développe un long procès pénal pour injures, connu sous le nom de « plet de Cartagena ». Il impliquait deux jeunes Chuetas de bonne famille qui furent expulsés du bal de carnaval du Casino des Baléares à cause de leur origine juive. Il se termine par la condamnation pénale du président de la société.
En 1857, parut La Synagogue des Baléares, ou Histoire des juifs de Majorque, signée par Juan de la Puerta Vozacaino, qui reproduit en grande partie la Foi Triomphante. L'année suivante, ce dernier ouvrage fut lui-même reproduit dans le livre Un miracle et un mensonge. Justification des chrétiens majorquins d'origine hébraïque de Tomàs Bertran i Soler.

#### Fin du siècle (1869-1900)
Bien que la dualité idéologique de la communauté chueta date d'avant les procès inquisitoriaux, c'est dans ce contexte d'alternances virulentes qu'il devient manifeste : un groupe, sûrement minoritaire mais influent, se déclarait libéral - plus tard républicain -, et modérément anticlérical, était combatif dans la lutte pour l'élimination des derniers traits de discrimination. Un autre, sans doute majoritaire mais presque imperceptible d'un point de vue historique, était idéologiquement conservateur, religieux, et partisan d'un passé disparu. Au fond, les deux stratégies dérivent d'un même but : la disparition du « problème chueta », les uns par la mise en évidence de l'injustice, les autres par mimétisme du reste de la société

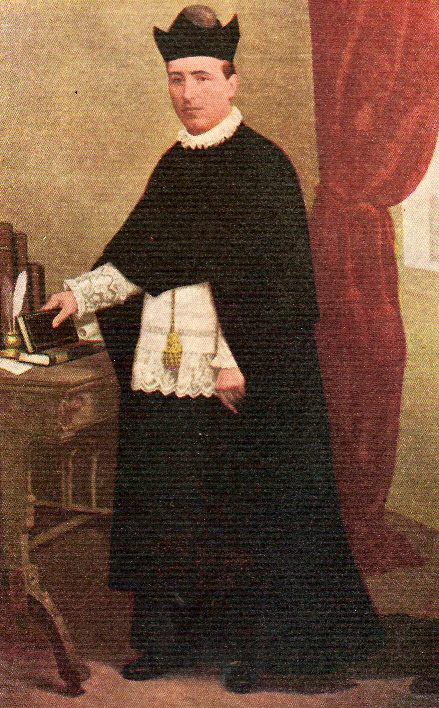
Portrait du prévôt Josep Tarongí Cortès, d'origine chuetas (1847-1890).

Dès que ce fut possible, certaines familles aisées donnèrent à leurs enfants une formation intellectuelle élevée et jouèrent un rôle important dans les mouvements artistiques de l'époque. En particulier, il faut signaler leur rôle dans la renaissance catalane (renaixença), dans la défense de la langue et dans la récupération des jeux floraux (Jocs florals ). Le premier fut Tomàs Aguiló i Cortès, au début du XIXe siècle, et ses successeurs les plus importants furent, notamment Tomàs Aguiló i Forteza, Marian Aguiló i Fuster, Tomàs Forteza i Cortès, Ramón Picó i Campamar, etc.
Josep Tarongí Cortès se distingua quant au thème Chueta. Ce fut un prévôt et un écrivain qui fit des études de religion avec difficulté, et qui dut s'ordonner, être licencié, et devenir chanoine hors de Majorque à cause de ses origines converses. Il fut au centre de la principale polémique sur la « question Chueta » au XIXe siècle, en étant interdit de prêche à l'église Saint Michel en 1876, ce qui débuta une polémique avec Miquel Maura i Montaner (religieux également), frère du politique Antoni Maura i Montaner, à laquelle participèrent de nombreux autres acteurs et qui eut un grand retentissement dans et hors de l'île.

#### George Sand

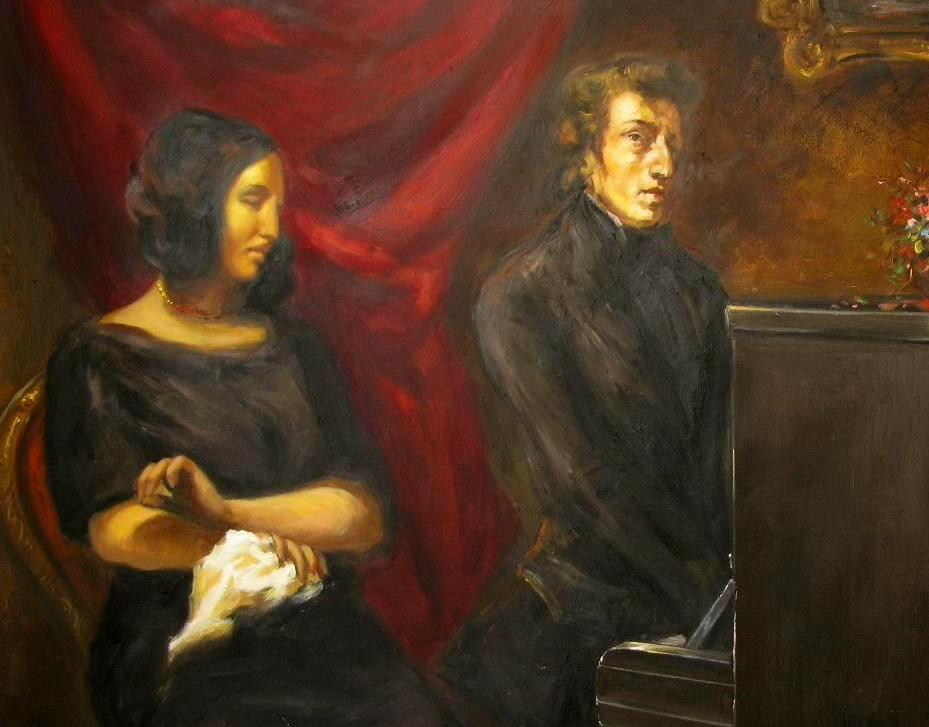
G. Sand et F. Chopin par E. Delacroix, v. 1837.

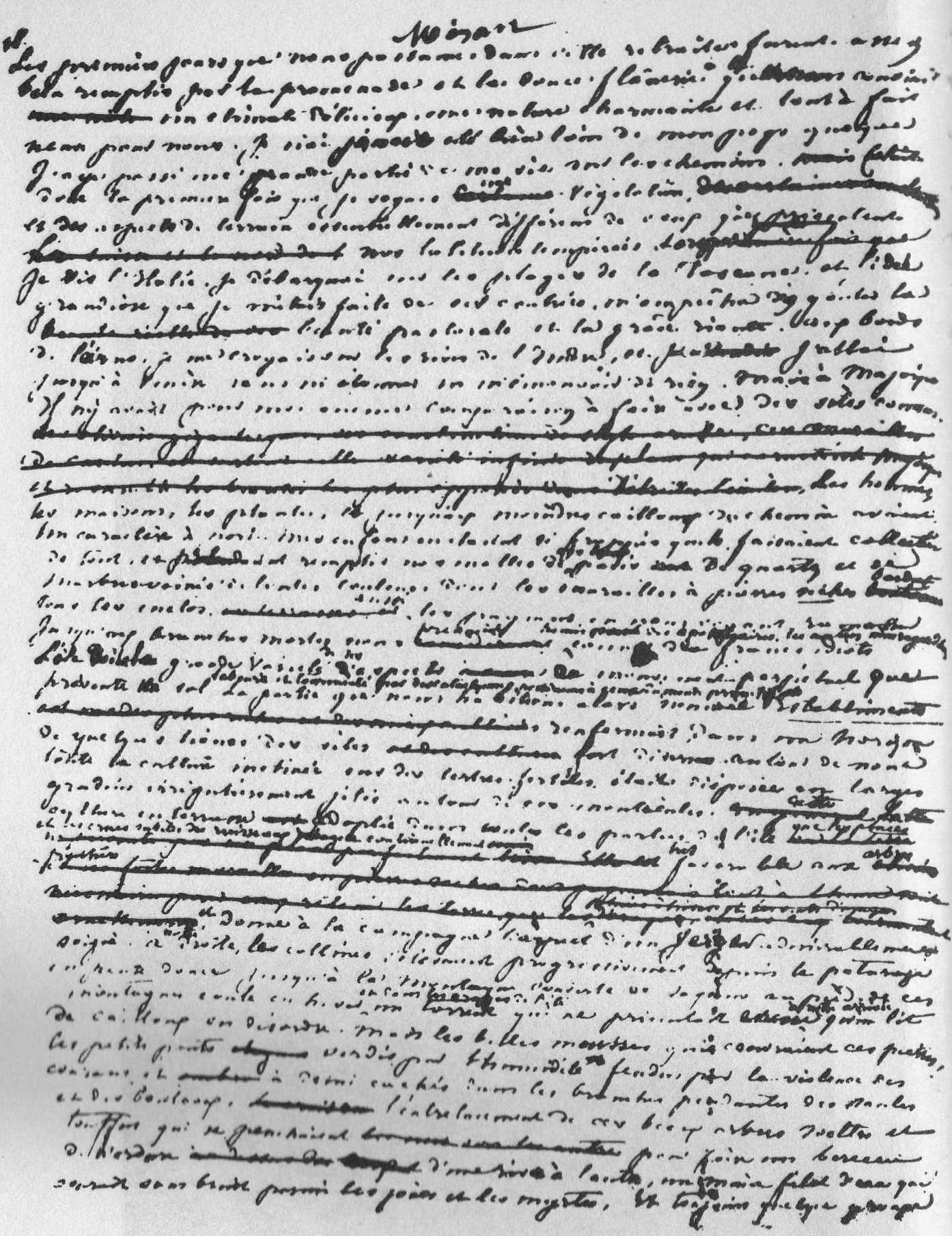
Feuillet dUn Hiver à Majorque, G. Sand, 1842.

Durant l'hiver 1838-1839, George Sand effectue un voyage à Majorque en compagnie de ses enfants et de Frédéric Chopin. Elle publie ensuite son récit de voyage autobiographique en 1841 dans la Revue des Deux Mondes sous le titre Un hiver à Majorque :
« Le peuple espagnol avait bâti de ses deniers et de ses sueurs ces insolents palais (le couvent de Saint-Dominique, ancien palais de l'Inquisition) du clergé régulier... Il avait participé à ses crimes, il avait trempé dans ses lâchetés. Il avait élevé les bûchers de l’inquisition. Il avait été complice et délateur dans les persécutions atroces dirigées contre des races entières qu’on voulait extirper de son sein. Et quand il eut consommé la ruine de ces juifs qui l’avaient enrichi... (il) comprit l’erreur de ses ancêtres, rougit de son abaissement, s’indigna de sa misère, et malgré l’idolâtrie qu’il conservait encore pour les images et les reliques, il brisa ces simulacres, et crut plus énergiquement à son droit qu’à son culte... »
Un passage de l'écrivain et diplomate Grasset de Saint Sauveur (1757-1810), pourtant proche un temps de l'Inquisition, cité par George Sand, évoque ce qui est appelé « les Chouettes » :
« On voit cependant encore dans le cloître de Saint-Dominique des peintures qui rappellent la barbarie exercée autrefois sur les juifs. Chacun des malheureux qui ont été brûlés est représenté dans un tableau au bas duquel sont écrits son nom, son âge, et l’époque où il fut victime.
« On m’a assuré qu’il y a peu d’années les descendants de ces infortunés, formant aujourd’hui une classe particulière parmi les habitants de Palma, sous la ridicule dénomination de chouettes, avaient en vain offert des sommes assez fortes pour obtenir qu’on effaçât ces monuments affligeants...
« Je... considérais avec douleur ces tristes peintures : un moine s’approcha de moi, et me fit remarquer parmi ces tableaux plusieurs marqués d’ossements en croix. — Ce sont, me dit-il, les portraits de ceux dont les cendres ont été exhumées et jetées au vent...
« Le hasard fit tomber entre mes mains une relation imprimée en 1755 par l’ordre de l’inquisition, contenant les noms, surnoms, qualités et délits des malheureux sentenciés à Majorque depuis l’année 1645 jusqu’en 1691.
« Je lus en frémissant cet écrit : j’y trouvai quatre Majorquins, dont une femme, brûlés vifs pour cause de judaïsme ; trente-deux autres morts, pour le même délit, dans les cachots de l’inquisition, et dont les corps avaient été brûlés ; trois dont les cendres ont été exhumées et jetées au vent ; un Hollandais accusé de luthéranisme ; un Majorquin, de mahométisme ; six Portugais, dont une femme, et sept-Majorquins, prévenus de judaïsme, brûlés en effigie, ayant eu le bonheur de s’échapper. Je comptai deux cent seize autres victimes, Majorquins et étrangers, accusés de judaïsme, d’hérésie ou de mahométisme, sortis des prisons, après s’être rétractés publiquement et remis dans le sein de l’Église. »
Cet affreux catalogue était clôturé par un arrêté de l’inquisition non moins horrible... :

« Tous les coupables mentionnés dans cette relation ont été publiquement condamnés par le saint-office, comme hérétiques formels ; tous leurs biens confisqués et appliqués au fisc royal ; déclarés inhabiles et incapables d’occuper ni d’obtenir ni dignités ni bénéfices, tant ecclésiastiques que séculiers, ni autres offices publics ni honorifiques ; ne pouvant porter sur leurs personnes, ni faire porter à celles qui en dépendent, ni or ni argent, perles, pierres précieuses, corail, soie, camelot, ni drap fin ; ni monter à cheval, ni porter des armes, ni exercer et user des autres choses qui, par droit commun, lois et pragmatiques de ce royaume, instructions et style du saint office, sont prohibées à des individus ainsi dégradés ; la même prohibition s’étendant, pour les femmes condamnées au feu, à leurs enfants, et pour les hommes jusqu’à leurs petits-fils en ligne masculine, condamnant en même temps la mémoire de ceux exécutés en effigie, ordonnant que leurs ossements (pouvant les distinguer de ceux des fidèles chrétiens) soient exhumés, remis à la justice et au bras séculier, pour être brûlés et réduits en cendres ; que l’on effacera ou raclera toutes inscriptions qui se trouveraient sur les sépultures, ou armes, soit apposées, soit peintes, en quelque lieu que ce soit, de manière qu’il ne reste d’eux, sur la face de la terre, que la mémoire de leur sentence et de son exécution. »

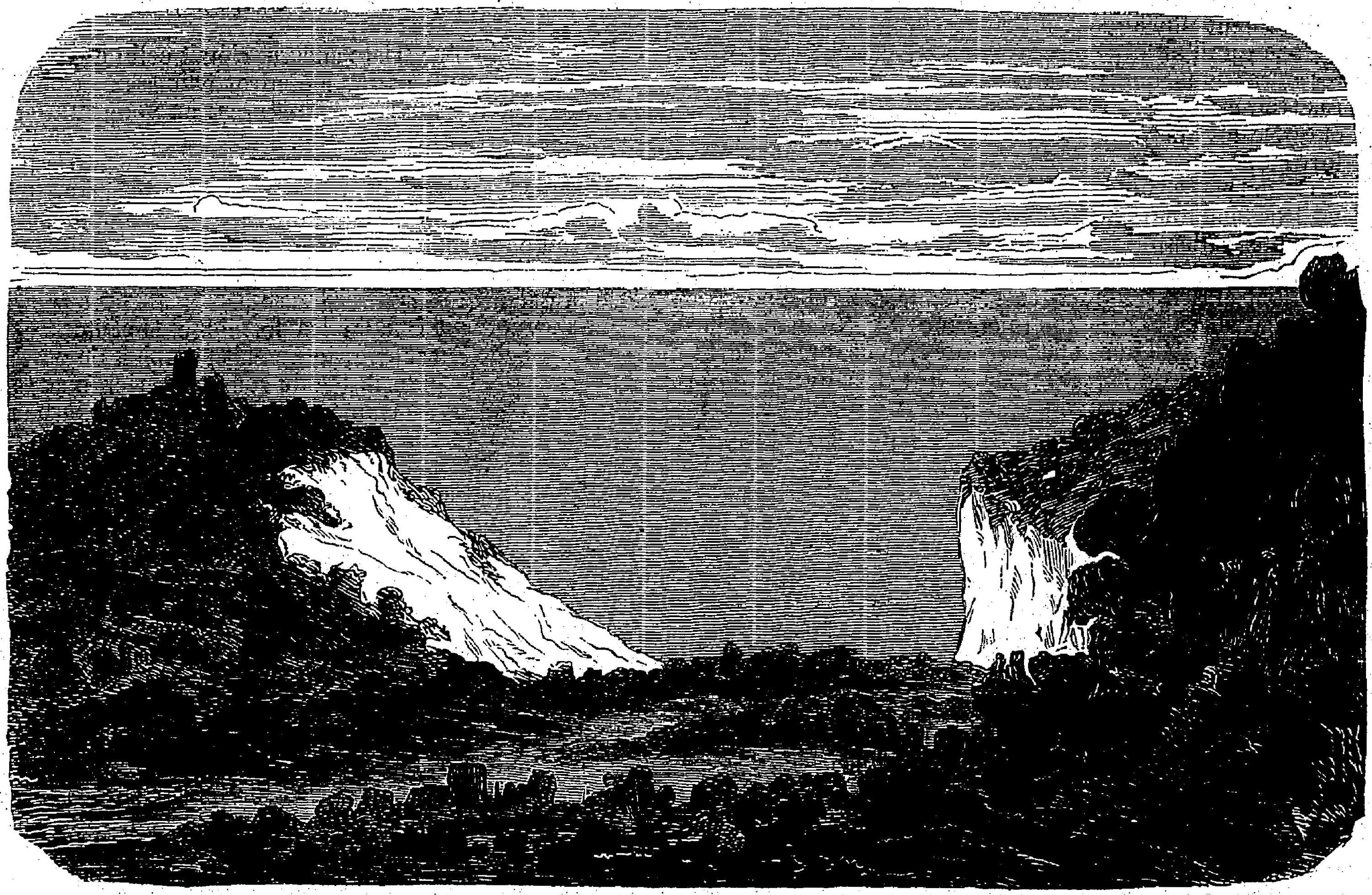
Illustration d'Un Hiver à Majorque, G. Sand, 1856

George Sand reprend alors : 
« Quand on lit de semblables documents, si voisins de notre époque, et quand on voit l’invincible haine qui, après douze ou quinze générations de juifs convertis au christianisme, poursuit encore aujourd’hui cette race infortunée à Majorque, on ne saurait croire que l’esprit de l’inquisition y fût éteint aussi parfaitement qu’on le dit à l’époque du décret de Mendizabal. »
D'autres passages de Un Hiver à Majorque, livre désordonné, plein de contradictions, révèlent une George Sand d'un antisémitisme affligeant, et l'ensemble livre un témoignage d'intolérance qui choqua les Espagnols, tel l'historien José Maria Quadrado (es).

#### Élisée Reclus
Le géographe Élisée Reclus compte dans le recensement de 1887, rapporté dans sa Nouvelle Géographie universelle, « une assez forte proportion de Chuetas majorquins d'origine israélite », principalement des hommes réfugiés sur l'île de Puerto Rico, à l'époque espagnole.

#### Chuetas et création littéraire
À partir du début du XIXe siècle, les « Chuetas » furent très présents dans la création littéraire des îles Baléares mais la « question chueta » en elle-même a eu des échos bien au-delà de l'archipel. Le sujet a été particulièrement développé dans la poésie populaire avec un ton aigre. Il n'existe pas de catalogue systématique mais il existe une bibliographie spécialisée qui traite d'ouvrages dispersés.
Il existe également une œuvre importante où le thème « chueta » a un rôle important, certains ont une importante valeur littéraire comme Muerte de una dama ou En el último azul[réf. souhaitée]. En 2007, Isabel Turrent publie La aguja de luz, livre s'inspirant de la figure de la grand-mère de l'auteur, Isabel Picó y Miró, et dépeignant le monde social et politique de Majorque au XIXe siècle à partir de la vision d'une jeune femme qui découvre la discrimination subie par les descendants de Juifs convertis, les Chuetas.

### XXesiècle

#### 1900 - 1945

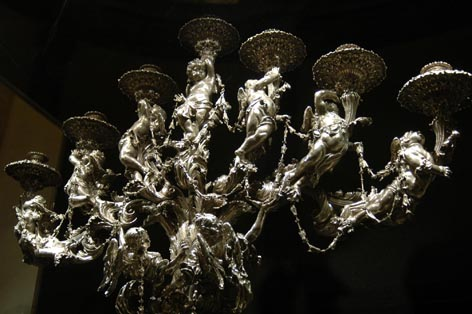
Candélabre juif (menorah) en argent, conservé dans les archives du musée de la cathédrale de Palma de Majorque

Durant le premier tiers du XXe siècle, des changements significatifs se produisent à Majorque, rompant l'inertie sociale des siècles précédents. On assiste à une expansion urbaine de Palma en dehors de ses murs. Cette croissance conduit sur place de nouveaux résidents, originaires de l'Espagne continentale ou de l'étranger, et pour lesquels la condition des Chuetas n'a aucune signification. De même, la modernisation de l'économie met fin au modèle traditionnel d'assignation à certaines professions selon la naissance.
Dans ce contexte, Guillem Forteza Pinya (es), urbaniste et homme politique chueta, est maire de Palma entre janvier et octobre 1923. Durant la dictature de Primo de Rivera, entre 1927-1930, deux autres Chuetas accèdent à cette fonction : Joan Aguiló Valentí alias Cera et Rafel Ignasi Cortès Aguiló alias Bet. Le bref intermède de la Seconde République espagnole revêt aussi une importance pour l'amélioration du statut des Chuetas, en raison de l'orientation séculariste des Républicains. De ce fait, les Chuetas adhèrent à ce nouveau modèle étatique, de même qu'ils l'avaient fait antérieurement avec le mouvement des Lumières et les libéraux. Pendant la période républicaine (1931-1939), pour la première fois, un homme d'église d'origine chueta prononce un sermon au sein de la cathédrale de Palma de Majorque, fait qui revêt une grande importance symbolique.
Durant la guerre civile espagnole (1936-1939), certains Chuetas donnent leur appui à l’insurrection franquiste tandis que d'autres, en raison de leurs opinions républicaines subissent la répression du nouveau régime. En 1936, un rabbin érudit américain, Baruch Braunstein, entreprend des recherches sur les Juifs de Majorque dans les archives madrilène de l'Inquisition et découvre des listes longues de tous les Juifs de Majorque inquiétés par l'Inquisition mais ses travaux ne seront publiés que bien plus tard,.
La discrétion ou l'ostentation restaient de mise : le poète Jaume Vidal Alcover (1923-1991) rapporta que dans sa famille à Manacor, on dégustait du pain azyme durant les fêtes de Pessa'h (Pâques) mais en prenant bien soin de mettre dessus une tranche de lard.
Il semble qu'au début des années 1940, sous la pression de la Phalange et de l'Allemagne nazie, des listes aient été constituées et des enquêtes effectuées sur les Chuetas considérés comme liés au judaïsme européen afin de préparer une éventuelle déportation dans des camps d'extermination nazis. On attribue à l'évêque Josep Miralles Sbert la constitution d'un dossier comportant un nombre si important de noms que les résultats en devinrent inutilisables.

#### L'après guerre
Dans l'immédiat après guerre, quelques mesures sont prises pour protéger encore les Chuetas de la vindicte populaire : les enfants chuetas ne se rendent à l'école qu'en groupes et escortés de deux prêtres pour que les autres enfants ne leur jettent pas de pierres.
En 1965, le livre du rabbin Braunstein est traduit en espagnol et en catalan et publié à Majorque où il fait l'effet d'une bombe car 120 autres noms s'étaient ajoutés à la liste des quinze Chuetas de 1691, notamment ceux des familles majorquines qui durant des siècles avaient camouflé ou oublié leurs origines juives qui auraient porté atteinte à la « pureté de leur sang », soit 18 % des îliens,. Il n'y avait dès lors presque plus aucune famille de l'île qui n'ait pas un ancêtre juif. L'inanité de l'anti-chuétisme apparut alors au grand jour, changeant les esprits sous l'influence également du tourisme de masse dans les années 1960-1970 ; une ère nouvelle de tolérance et de pluralisme s'ouvrait. À cette époque de liberté religieuse, des Juifs ashkénazes s'installent sur l'île.
Toutefois, encore dans les années 1970, lors du rétablissement de la démocratie en Espagne, alors que le nouveau maire (socialiste) de Palma venait d’être élu, portant le nom de Ramón Aguiló Munar (es) - Aguiló qui est l’un des quinze patronymes infamants recensés dans l’île -, un mur de la cathédrale de Palma fut taggué de graffiti disant en majorquin Aguiló juetó (Aguiló le Juif) et en espagnol Judíos fuera (les Juifs dehors).
Depuis, de nombreux Chuetas sont trop éloignés du judaïsme pour penser y revenir, même s'ils vibrent souvent à l'épopée d'Israël. D'autres en revanche n'ont de cesse de recouvrer leur religion d'origine,.

### XXIesiècle

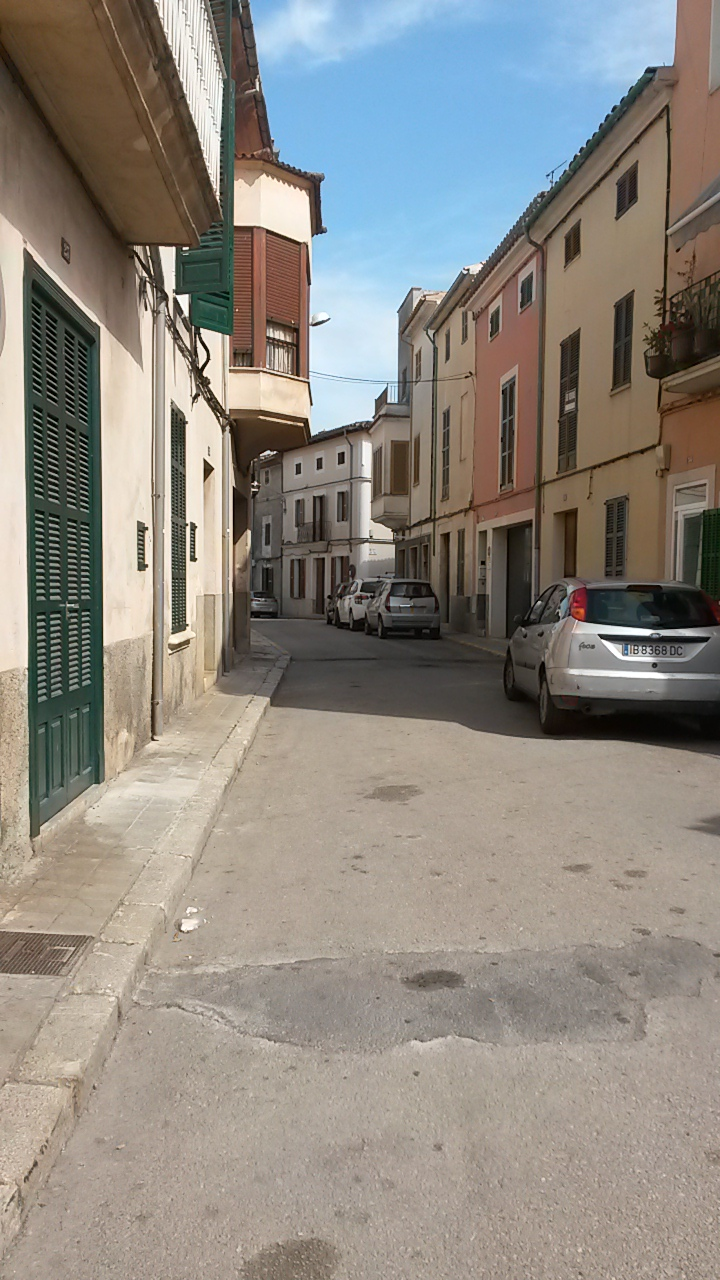
De nos jours, Calle Can Valella à Inca de Majorque, rue figurant le mur d'enceinte qui délimitait le quartier juif (Call Jueu), en 1372

En 2011, le  rabbin Nissim Karelitz, président du Beth Din de Bnei Brak, reconnaît le caractère juif de la communauté des Chuetas. Pour lui, la communauté a su préserver son caractère juif en mettant l'accent sur le mariage intracommunautaire. La décision ne confirme pas le statut juif de chaque membre de la communauté car il faut examiner les antécédents familiaux des individus pour déterminer s'ils sont juifs ou non selon la Loi et le plus souvent après examen, les volontaires doivent passer par une conversion en bonne et due forme.

#### Situation
À Majorque, il reste quelque 300 familles de Chuetas, soit près de 2 000 personnes (sur plus de 873 000 Majorquins),,, partout sur l'île, dans les villages de Polleça, Inca, Benisalem ou Soller, mais particulièrement à la Calle de la ville de Palma où l'on trouve « la rue de l'Inquisition », souvenir de l'ancien palais de l'Inquisition et de ses cachots ; aussi, l'église Santa Eulalia que les Majorcans appellent encore « l'église des Chuetas » où les quinze Juifs de 1691 durent abjurer leur foi. Cette église donne sur la Calle de la Plateria (la rue de l'Argenterie) que les Majorcans appellent également « rue des Juifs » dans le carrer Xueta où les artisans juifs avaient le monopole de l'orfèvrerie.
En 1973, est fondée la Communauté juive des îles Baléares et celle de Palma inaugure sa première synagogue après cinq siècles di'nterdiction, dans la rue Monseñor Palmer en 1987,. La communauté s'est enrichi ces dernières années de membres israéliens, anglais, allemands, français, espagnols ou sud-américains.

#### Chuetas et création théâtrale
En 2012, le dramaturge Rafel Brunet monte à Palma une pièce de théâtre intitulée Xuetes...Vides Marcades per un Llinatge, se présentant comme une grande fresque amplement documentée, multidisciplinaire, traversant des siècles, qui permet de raviver le souvenir des Chuetas dont personne ne parlait auparavant « par préjugé et à présent par confort ». Elle remporte le prix municipal des arts de la scène.

#### Retour aux racines
Aujourd'hui, des associations aident les Juifs d'Espagne et de Majorque qui sont à la recherche de leurs racines, dont l'ONG Shavei Israel (en) qui œuvre également au-delà des frontières européennes,,,.